# Disparition forcée

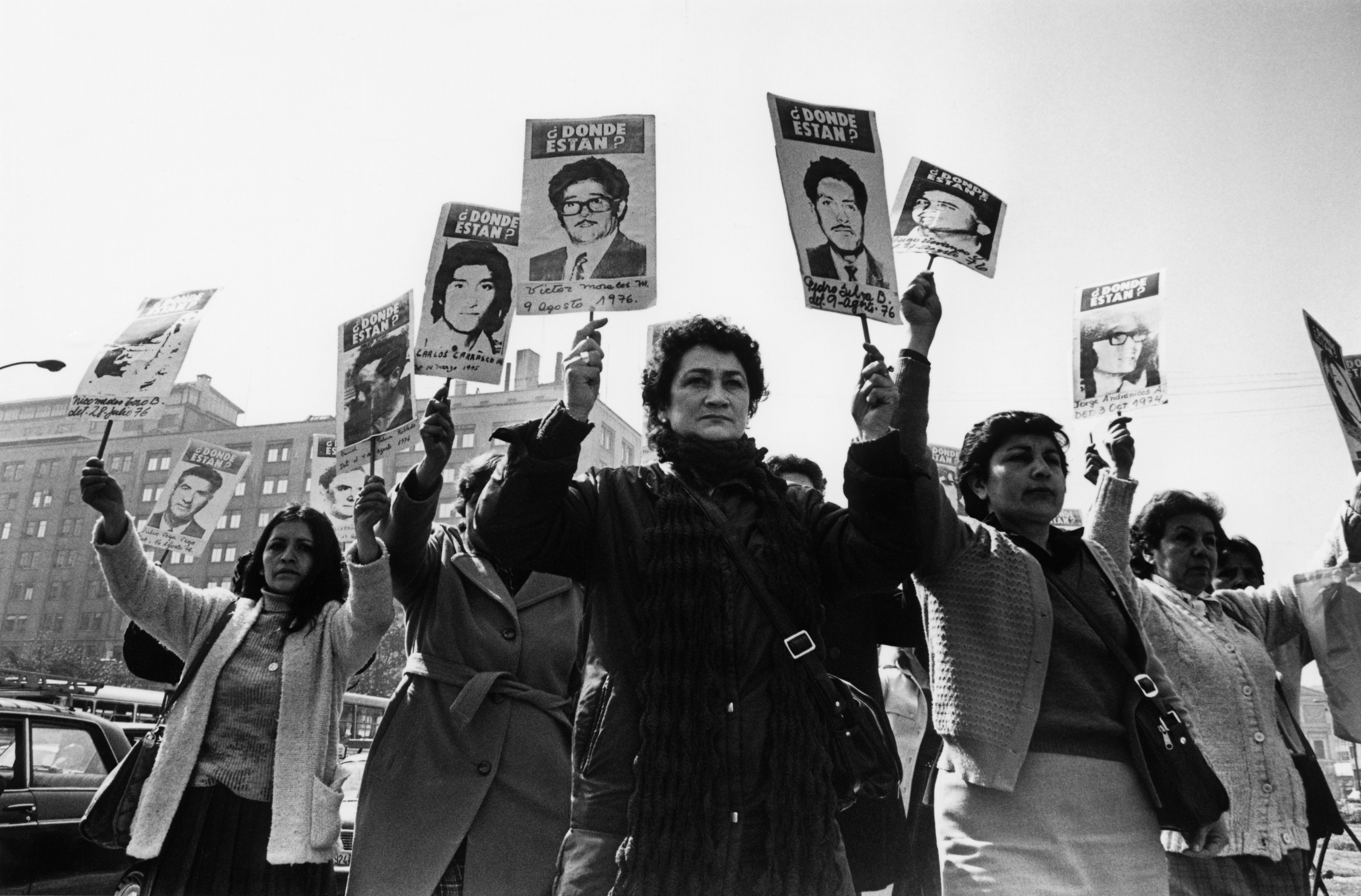
Manifestation de femmes proches de disparus au Chili.

Une disparition forcée est un crime contre l'humanité caractérisé par l'action d'un État ou d'une organisation agissant avec le soutien ou la complicité d'un État, de faire disparaître une ou plusieurs personnes par le meurtre ou la séquestration, tout en niant avoir arrêté la personne ou avoir connaissance de son devenir : aucun certificat de décès n'est donc délivré, et, même si la personne n'est pas tuée, aucun recours n'est possible devant un tribunal. Elle est ainsi différente d'une arrestation illégale, d'une détention arbitraire ou d'un enlèvement.
Si le terme est apparu dans le dernier quart du XXe siècle, au sein des ONG sud-américaines telles que les mères et grand-mères de la place de mai ou la fédération latino-américaine d’associations de familles de détenus-disparus, la pratique a débuté en Europe.
Des disparitions forcées ont été orchestrées en masse par les régimes totalitaires européens tels que le franquisme, le nazisme et lors des purges staliniennes. La 3e convention de Genève, signée en 1949, se focalise sur le sort des populations civiles lors des conflits internationaux mais n'a pas mis fin aux disparitions forcées. Celles-ci ont continué d'être utilisées par l'armée française lors des conflits liés à la décolonisation, qui ne sont pas considérés comme de véritables guerres, en particulier en Algérie à la fin des années 1950, lors d'actions de contre-insurrection, pour éviter de devoir endosser la responsabilité d'actes de torture.
Dans le contexte de la guerre froide, les États-Unis ont encouragé l'installation de régimes dictatoriaux en Amérique latine, afin de contrer l'avancée du communisme. Les forces armées américaines et celles de ces dictatures militaires ont été initiées aux techniques de la guerre subversive par des officiers français ou d'anciens nazis. Ces juntes ont par la suite collaboré entre elles dans le cadre de l'opération Condor afin de réprimer leurs opposants politiques. Au Paraguay, la dictature El Stronato est à l'origine d'au moins 500 disparus. Au Chili, le général Augusto Pinochet s'est appuyé sur la Direction nationale du renseignement et l' armée pour enlever les militants du MIR puis faire disparaître les preuves. En Argentine, l'arrivée au pouvoir de Jorge Videla se traduit par la planification systématique des enlèvements d'opposants, avec un bilan évalué à 30 000 disparus. C'est dans ce pays qu'on a commencé à utiliser le terme de « Desaparecidos » à l'origine de l'expression disparition forcée. Dans les autres pays de l'opération Condor (Brésil, Paraguay, Chili, Uruguay et Bolivie) des faits similaires se sont produits dans les années 1970 et 1980.
À la fin des années 1970, l'ONU s'intéresse à ces disparitions forcées massives en dehors des conflits internationaux et reconnait la spécificité de ces crimes. Elle adopte une première résolution non contraignante et crée un groupe de travail chargé d'enquêter auprès des États responsables de ces disparitions. Ce groupe d'experts collabore avec les défenseurs des droits humains à travers le monde. Il reconnait l'existence d'une souffrance psychologique particulière pour les proches des disparus et leur octroie le statut de victimes de la disparition forcée. La disparition forcée est qualifiée de crime contre l'humanité en 1983 par l'Organisation des États américains qui approuve, en 1994, le premier mécanisme juridique contraignant régional sur ce continent.
Dans le reste du monde, en l'absence de lois spécifiques pour punir la disparition forcée, les actions pour la  défense des droits humains se focalisent sur la torture. La Convention internationale sur la torture de 1994 attribue une compétence universelle aux instances juridiques pour traiter ce crime. Des montages juridiques complexes peuvent être également utilisés pour inculper les responsables. Il faut attendre 2002 et l'entrée en vigueur du Statut de Rome de la Cour pénale internationale pour que les crimes de disparition forcée soient reconnus au niveau international, en temps de paix, s'ils ont été commis après l'entrée en vigueur de ce traité. Ce n'est finalement qu'en 2010 que la Convention internationale pour la protection de toutes les personnes contre les disparitions forcées entre en vigueur, avec la création d'un comité qui veille à sa bonne application par les États ayant ratifié la convention.
Malgré la pénalisation progressive des disparitions forcées et la fin des juntes militaires en Amérique, le phénomène s'est poursuivi dans de nombreux pays à la fin du XXe siècle (Biélorussie, Colombie, Congo Brazzaville, Iran, Irak, Irlande, Liban), comme au XXIe siècle (Égypte, Afghanistan, Chine, Syrie, Tchétchénie). Certains États ont utilisé ce procédé soi disant pour lutter contre le terrorisme (Algérie, États-Unis) ou le trafic de drogue (Mexique, Colombie). Au Mexique, on utilise des test ADN pour identifier les victimes enterrées dans des charniers. En 2024, le Comité International de la Croix-Rouge a noté une recrudescence du nombre de disparitions forcées à travers le monde avec 59 000 cas estimés sur l'année.
Les disparitions forcées peuvent concerner de très jeunes enfants ou des bébés de femmes enceintes accouchant après leur disparition. Sous la dictature franquiste en Espagne, le psychiatre Antonio Vallejo-Nájera a organisé l'adoption de jeunes enfants de militants républicains pour les soustraire à l'influence soi-disant néfaste des idées politiques défaillantes de leurs parents biologiques. En Argentine, 500 bébés ou jeunes enfants ont été volés et adoptés par des proches du pouvoir entre 1976 et 1983.
Les organisations de la société civile impliquées dans la lutte contre les disparitions forcées comptent dans leurs rangs des parents de victimes et en particulier des femmes. Après plusieurs décennies de recherche, et malgré l'existence de preuves matérielles, ces organisations sont toujours confrontées à l'impunité de certains auteurs de disparitions forcées. Dans la pratique, tous les pays n'ont pas ratifié les traités permettant de lutter contre le phénomène et les dispositions des traités ratifiés ne sont pas appliquées pour des raisons politiques.
Des ONG se sont mobilisées pour conserver la mémoire des crimes commis, avant que l'ONU ou les gouvernements ne s'intéressent au sujet. Elles peuvent être gênées dans leurs actions par le régime en place. Il existe aussi des lieux de mémoire dédiés à ce thème à travers le monde.
Le thème des disparitions forcées a été un sujet d'inspiration pour les réalisateurs avec le tournage de fictions inspirées de faits réels, de documentaires, de séries télévisées ou d'œuvres autobiographiques. D'autres livres sont des témoignages ou des romans noirs dont l'intrigue se déroule dans les pays réels. Des chansons rendent hommage à des personnes disparues ou aux organisations de la société civile qui recherchent ces personnes. Les arts du spectacle vivant et les arts visuels sont également utilisés pour dénoncer ou conserver la mémoire des disparitions forcées.

## Définition et origine du terme

### Définition
La disparition forcée est définie par l’article 2 de la Convention internationale pour la protection de toutes les personnes contre les disparitions forcées, comme « l’arrestation, la détention, l’enlèvement ou toute autre forme de privation de liberté par des agents de l’État ou par des personnes ou des groupes de personnes qui agissent avec l’autorisation, l’appui ou l’acquiescement de l’État, suivi du déni de la reconnaissance de la privation de liberté ou de la dissimulation du sort réservé à la personne disparue ou du lieu où elle se trouve, la soustrayant à la protection de la loi ». Selon les termes de l’article premier alinéa 2 de cette même convention, « aucune circonstance exceptionnelle quelle qu’elle soit ne peut être invoquée pour justifier la disparition forcée » : la disparition forcée entre dans la catégorie des crimes contre l'humanité.
La disparition forcée est une notion distincte de la détention arbitraire,. Toutefois, les deux notions peuvent être liées. En effet, bien que la définition officielle de la disparition forcée ne mentionne pas de notion de durée, il arrive que les autorités d'un pays recourent à des « disparitions forcées de courte durée », dans le but d'empêcher les proches d'un disparu de présenter des recours ou bien falsifient un mandat d’arrêt après avoir mis le prisonnier au secret et l'avoir détenu en dehors de tout cadre légal.
Comme crime d'État, la disparition forcée n'est pas un synonyme de l'enlèvement. D'une part, le mobile n'est pas crapuleux mais politique. D'autre part, contrairement à l'enlèvement, la disparition forcée est une infraction continue,. Les délais de prescription de l'enlèvement ne lui sont pas applicables,, puisque la prescription d'une disparition forcée ne commence à courir qu'à partir du moment où la personne disparue (ou son corps) sont retrouvés, et non pas à partir de la date de sa disparition.

### Origine du terme

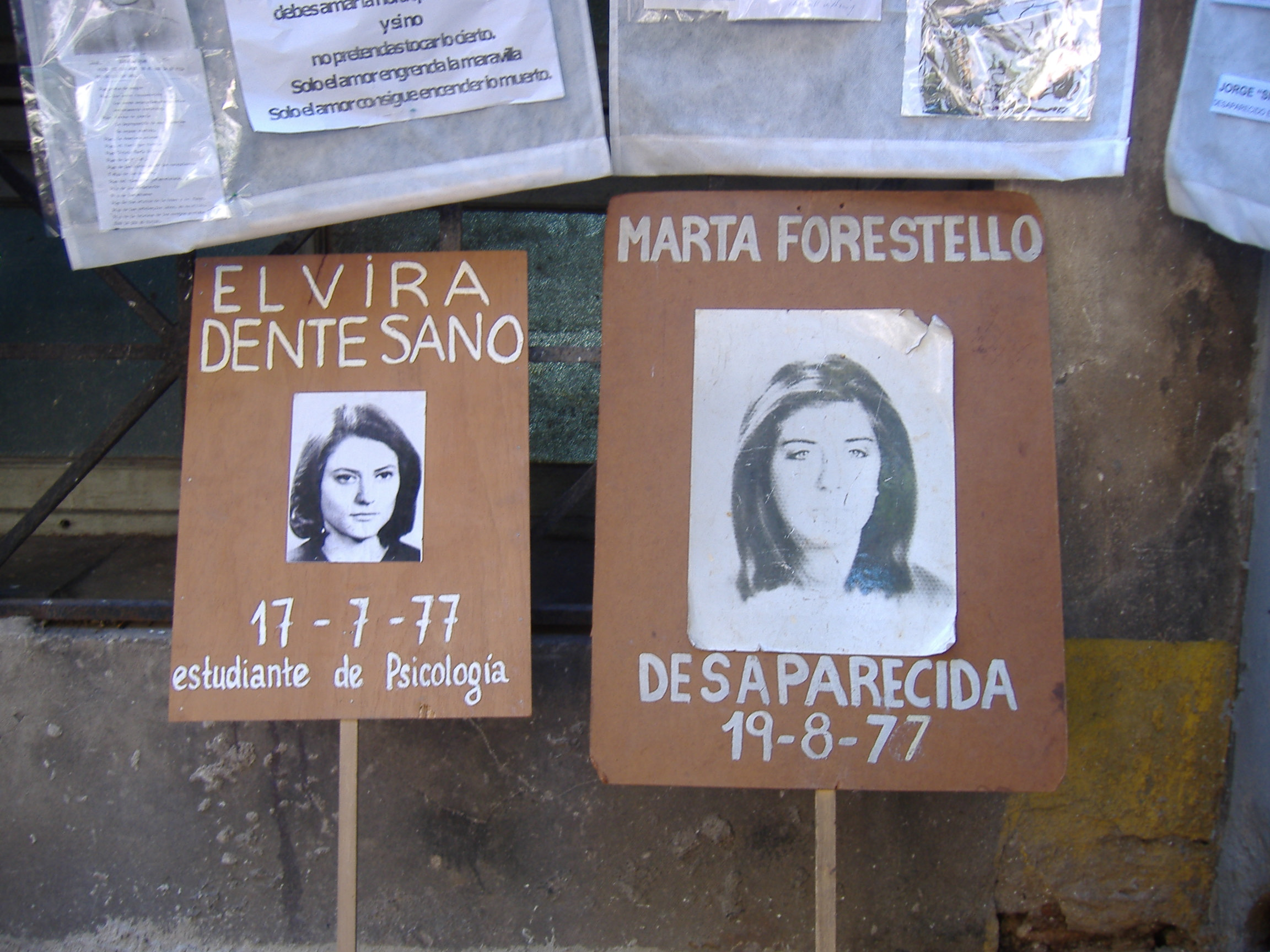
Photos de desaparecidos d'Argentine pendant la « guerre sale ».

Le terme de « disparition forcée » recouvre un phénomène qui est documenté à travers les âges, mais cette dénomination n'est apparue que dans la seconde moitié du vingtième siècle, lors des actions d'organisations non gouvernementales latino-américaines afin de combattre le phénomène en Amérique du Sud, et en particulier en Argentine où les disparus sont appelés los desaparecidos, une expression qui a été popularisée par les mères et grand-mères de la place de mai, réclamant sans cesse des nouvelles de leurs enfants et petits-enfants. Le terme de disparition forcée est considéré comme un euphémisme, s'agissant de l'enlèvement, voire de l'assassinat ou la séquestration d'une victime impuissante et relève donc d'une forme de violation grave des droits humains.

## Disparitions forcées avant l'apparition du terme
Les disparitions forcées ont été utilisées par les régimes autoritaires bien avant l'apparition du terme dans les médias.

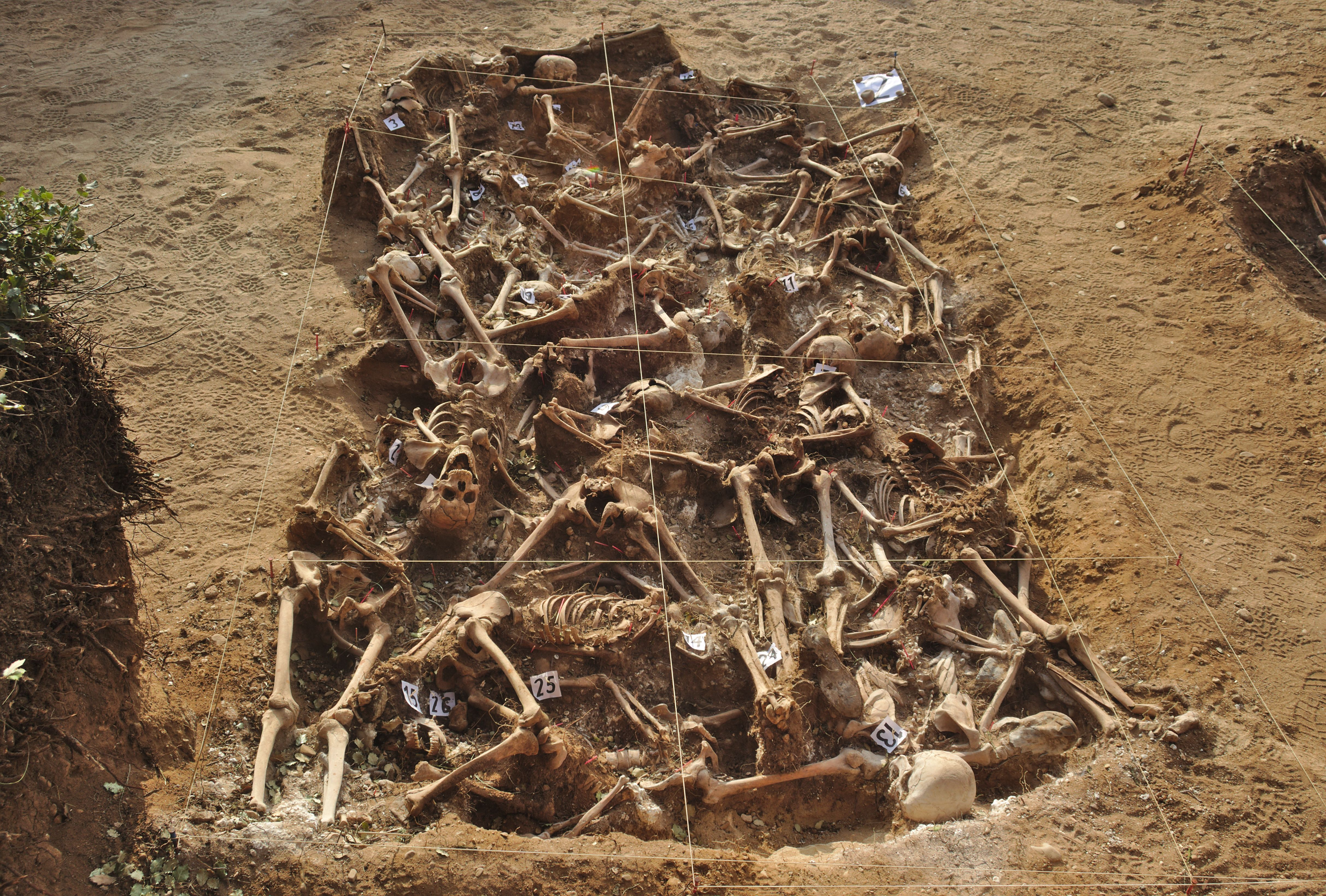
Charnier de la guerre civile espagnole découvert à Estépar, Burgos en Espagne.

### En Europe jusqu'à la fin de la Seconde Guerre mondiale
Lors de la guerre civile espagnole (1936-1939), cent mille personnes disparaissent et sont assassinées sous le régime de Franco, qui en fait une pratique systématique durant la terreur blanche. Il existe en Espagne entre 600 et 800 charniers de républicains et d'opposants à la dictature franquiste. Des charniers contenant des milliers de cadavres de républicains assassinés sont encore découverts au début du XXIe siècle. Les 17 Roses de Guillena sont torturées et humiliées publiquement après leur arrestation le 12 octobre 1937. Certaines sont des épouses ou des compagnes de militants communistes et de membres de la CNT. Entre le 6 et le 8 novembre 1937, elles sont fusillées par les phalangistes et la garde civile devant les murs du cimetière de Guillena. Leurs corps sont jetés dans une fosse commune tandis que les registres d'état-civil sont modifiés avec la mention « disparue ».

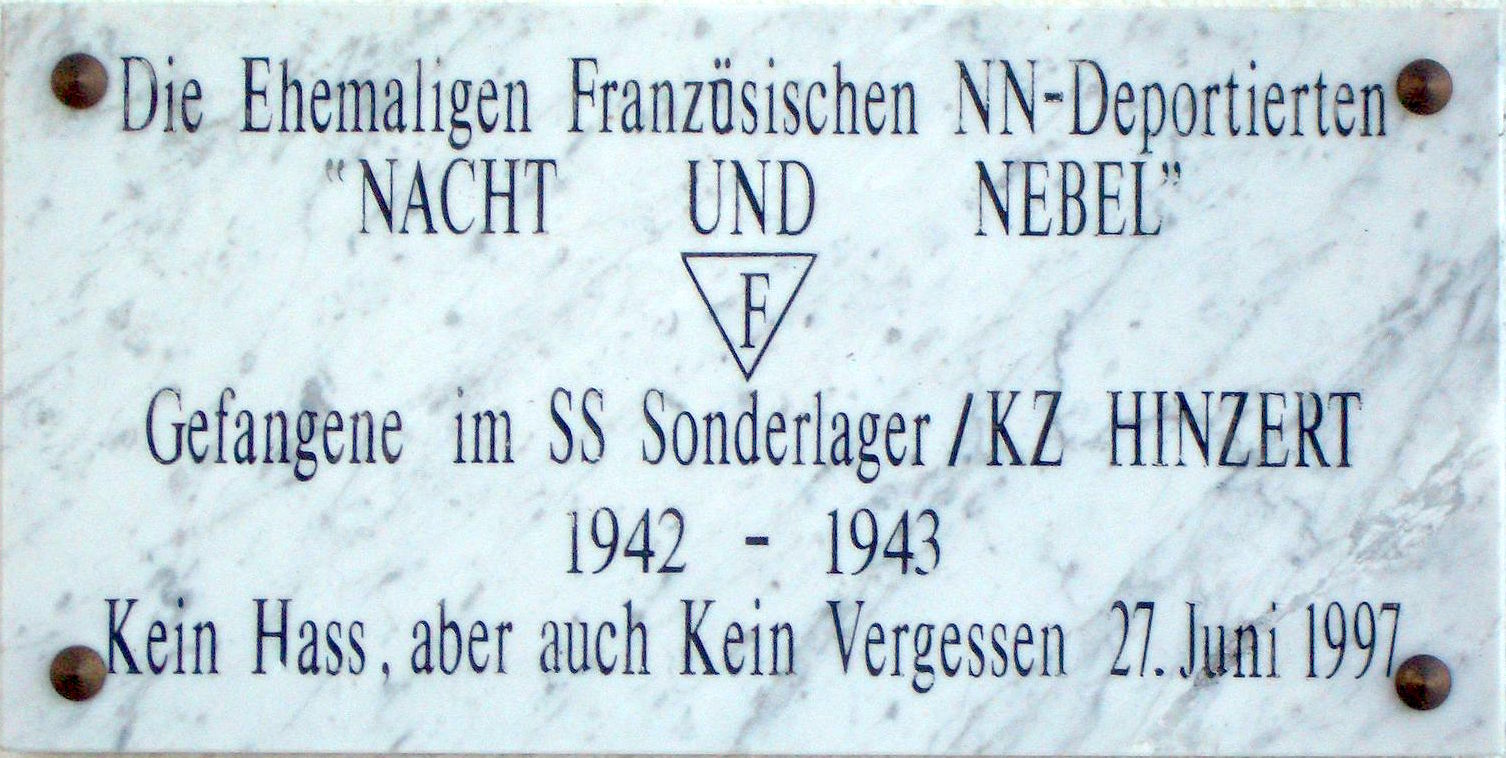
Plaquette de commémoration aux victimes de Nuit et brouillard.

Les nazis, pour leur part, ont mis en place des forces de police et des branches de la Gestapo dans les pays occupés afin de traquer les dissidents et les partisans. Cette opération, lancée le 7 décembre 1941 a pour nom de « Nuit et brouillard ». La même méthode est appliquée contre les opposants au régime en Allemagne.
Sous le régime stalinien en Union soviétique des milliers de prisonniers de guerre polonais disparaissent et sont exécutés. Le charnier du massacre de Katyn découvert en 1943 en est un des exemples marquants.

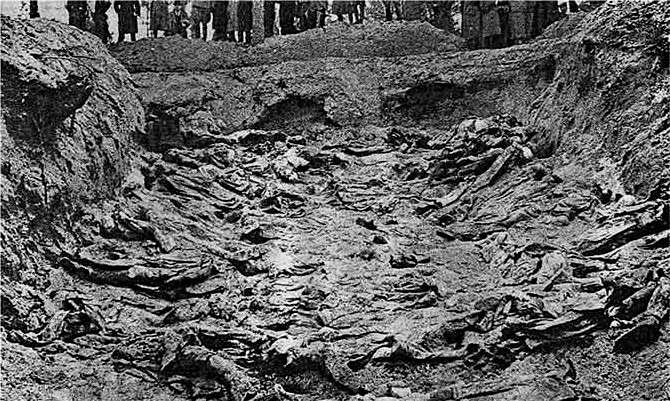
Charnier du massacre de Katyn découvert en 1943.

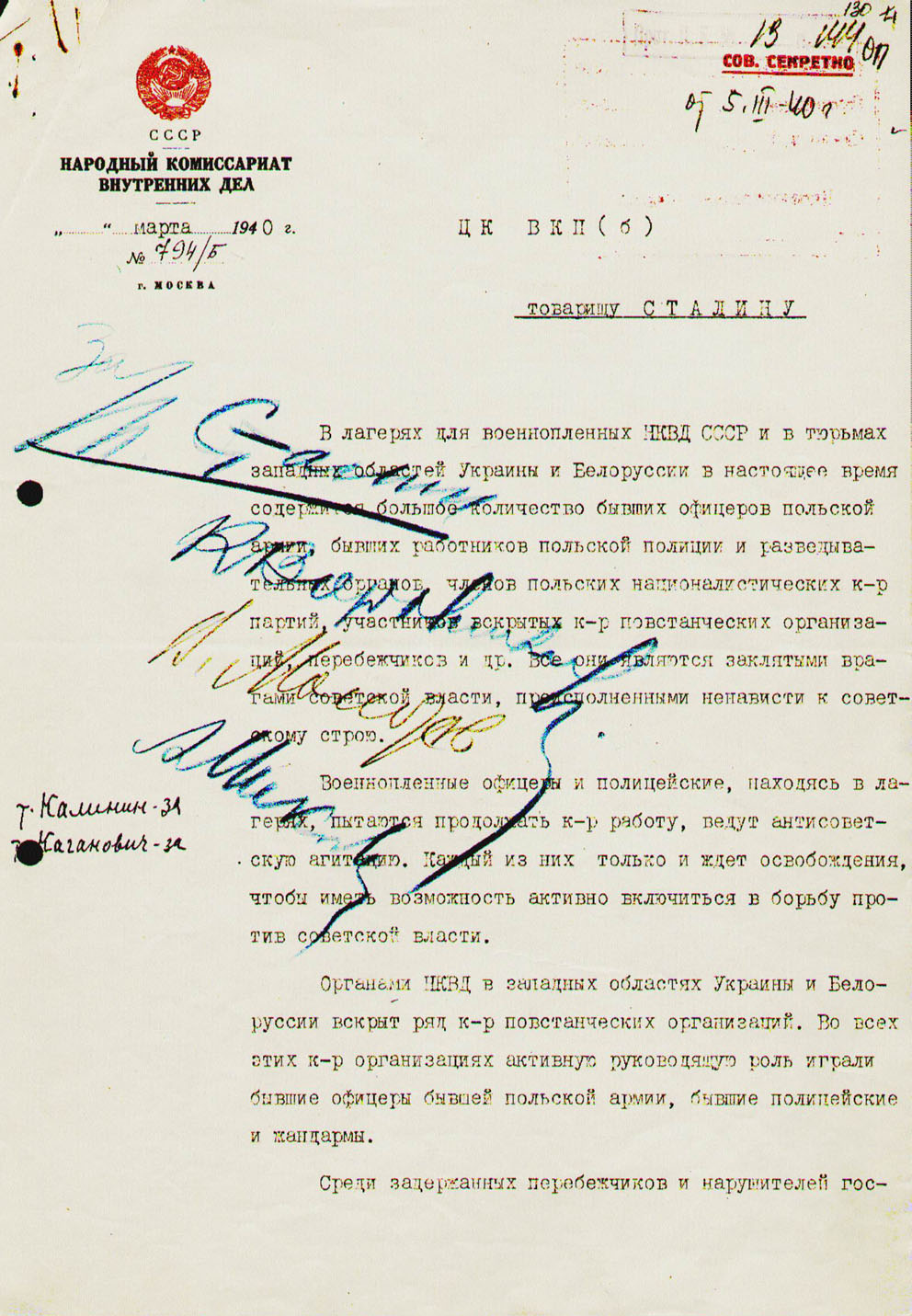
Document officiel de Lavrenti Beria, daté du 5 mars 1940, demandant à Joseph Staline l'autorisation d'exécuter les officiers polonais. Le mot russe За signifie pour. Sont pour, dans l'ordre : Staline, Vorochilov, Molotov et Mikoyan ainsi que, en marge, Kalinine et Kaganovitch.

Dans l'ancienne URSS, la damnatio memoriae a été pratiquée et, après les purges Staliniennes, les photographies représentant les disparus ont été retouchées.
En 1949, les conventions de Genève sont révisées à la suite des crimes perpétrés durant le précédent conflit mondial. Ainsi, le titre III de la 4e convention définit le statut de « personne protégée » applicable aux civils présents dans les zones occupées et définit de nouveaux crimes de guerre ou crimes contre l'humanité tels que la prise d'otages, les peines corporelles, la torture et les mutilations (y compris les essais de produits pharmaceutiques). Toutefois, l'application de ces conventions par les États signataires ne vaut que pour les conflits internationaux, et, à l'exception d'une vague évocation dans l'article 3, exclut totalement d'autres conflits armés tels que les insurrections et guerres civiles. Par ailleurs, un civil se livrant à « une activité préjudiciable à la sécurité de l'État », perd son statut de personne protégée, sans pour autant pouvoir se prévaloir de celui de « prisonnier de guerre » tel que défini par la 3e convention de Genève.

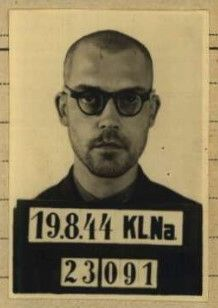
Portrait du résistant Paul Teitgen lors de son arrestation en 1943 par la Gestapo.

### Guerres de décolonisation et protocole II de la convention de Genève
Dénoncée à partir de 1957 par le secrétaire général de la préfecture d'Alger Paul Teitgen et l'administrateur des colonies Robert Delavignette, alors membre de la Commission permanente de sauvegarde des droits et libertés individuelles, la pratique des disparitions forcées est attestée, lors des conflits liés à la décolonisation dont les guerres d'Indochine et d'Algérie menées par la France,. Durant la bataille d'Alger, les escadrons de la mort, unité du général Aussaresses ont arrêté 24 000 personnes durant six mois parmi lesquels 3 000 ont disparu,. On emploie alors le terme de crevettes Bigeard pour désigner les corps des personnes disparues. L'objectif recherché est d'éviter la responsabilité légale, puisque tant qu'un corps n'est pas retrouvé sa mort n'est pas prouvée. Les corps soustraits permettent de cacher l'usage de la torture, et d'éviter la visite des prisonniers par la Croix Rouge, cet organisme réalisant des visites des camps d'internement de 1955 à 1962.
De façon plus générale, la pratique des disparitions forcées s'inscrit dans une nouvelle stratégie militaire française en réponse au processus de décolonisation appelé doctrine de la guerre révolutionnaire (DGR), dont l'enjeu est le contrôle de la population civile par le recours à la torture, aux disparitions forcées, à l'infiltration des forces révolutionnaires et à l'endoctrinement psychologique des populations afin de séparer les éléments considérés comme subversifs du reste de la société. Cette tactique est utilisée par l'armée française au Cameroun et en Algérie.

Si l'armée française ne reconnait pas officiellement l'usage de cette doctrine dans ses propres rangs, elle attribue l'utilisation de cette tactique à l'ennemi communiste pendant la guerre froide. Le ministère de la Défense définit la guerre révolutionnaire en 1957, dans le Texte toutes armes 117 (TTA 117), « Instruction provisoire pour l'emploi de l'arme psychologique », : 

« La guerre révolutionnaire est une doctrine de guerre élaborée par les théoriciens marxistes-léninistes et exploitée par des mouvements révolutionnaires de diverses obédiences pour s'emparer du pouvoir en s'assurant progressivement le contrôle physique et psychologique des populations, suivant des mots d'ordre, des techniques et des actions déterminés… »

Le 8 juin 1977, la convention de Genève est à nouveau modifiée : on y adjoint le protocole II où le cas des personnes impliquées dans des conflits n'ayant pas une dimension internationale est évoqué. La portée de ce protocole reste toutefois limitée, son champ d'application ayant été réduit au moment des négociations. À cela s'ajoute le fait que les États-Unis d'Amérique ne l'ont jamais ratifié. En France, depuis 1945, les crimes contre l'humanité sont définis dans le droit national comme « ceux commis par les puissances de l'Axe durant la seconde guerre mondiale ». Cette définition, qui exclut par conséquent tous les actes de torture perpétrés après 1945, ne sera révisée qu'à partir de 1994.

## Juntes militaires en Amérique latine durant la guerre froide

### Opération Condor dans le contexte de la guerre froide
À la suite de la révolution cubaine de 1959 et aux fortes tensions qui apparaissent entre les États-Unis et l'URSS, à partir du Sommet de Vienne de juin 1961, la présence d'états communistes en Amérique latine et les difficultés rencontrées lors de la guerre menée au Vietnam sont ressentis comme une menace pour la sécurité nationale américaine . L'Amérique se rapproche des autorités françaises qui ont une expérience des conflits « non conventionnels », acquise lors des guerres de décolonisation (Indochine et Algérie) pour former les cadres de son armée.

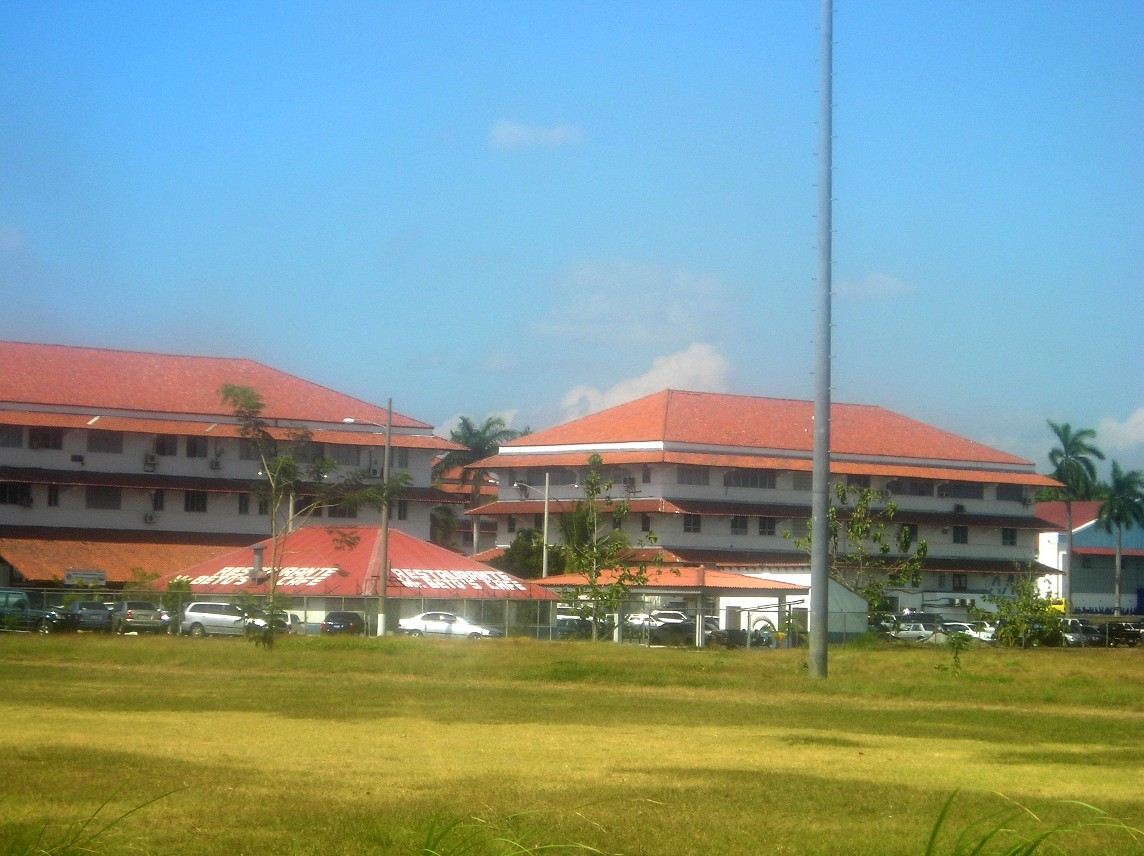
Locaux de l'ancienne École militaire des Amériques au Panama.

Le lieutenant-colonel fraichement retraité de l'armée active David Galula se rend aux États-Unis où il diffuse les premières théories sur la contre-insurrection. D'autres militaires de carrière français sont envoyés à l'École militaire des Amériques à Fort Gulick, au Panama, Fort Benning (en Géorgie) et à Fort Bragg (Caroline du Nord), à la demande du président Kennedy et du général Arthur Trudeau, chef du service recherche et développement, à partir de 1962, pour former les officiers américains, puis ceux d'autres pays alliés aux techniques de la « guerre subversive ». Leur enseignement s'appuie sur la Doctrine de la guerre révolutionnaire utilisée en Algérie. Il inclut le quadrillage des quartiers, l'infiltration, les arrestations ciblées, les méthodes d'interrogatoire (y compris la torture) et l'art de faire disparaître les traces, en particulier en jetant les cadavres ou les prisonniers drogués en pleine mer (vols de la mort). Les officiers formés aux États-Unis, de retour dans leurs bases, enseignent ensuite ces techniques à leurs pairs. Selon l'écrivain Caryl Férey, les réseaux d'exfiltration nazis, mis en place vers certains pays d'Amérique du Sud, qui ont permis à d'anciens SS de se réfugier dans ces pays sont aussi sollicités, en particulier en Argentine, Chili et Bolivie, pour former les policiers et les soldats. Ils en profitent pour diffuser leur propagande antisémite.
Dans le contexte de la guerre froide, les États-Unis vont favoriser l'installation de régimes militaires anti-communistes en Amérique latine : après le Paraguay (en 1954) et le Brésil (1964), des juntes militaires s'installent en Bolivie (1971) au Chili, Uruguay (1973) et en Argentine (1976). Ces régimes dictatoriaux ont collaboré entre eux dans le cadre de l'opération Condor. Dès lors que l'un de ces régimes capturait un opposant originaire de l'un des autres pays de l'« alliance », il était discrètement confié aux autorités de son pays d'origine.

### Paraguay (1954-1989)
Au Paraguay, le général Alfredo Stroessner a fait torturer 20 000 personnes. Ce fut l’une des dictatures militaires les plus longues d’Amérique latine – elle a duré trente-cinq ans, de 1954 à 1989 – et l’une des plus répressives aussi. Une commission d'enquête a été mise en place, en 2011, pour faire la lumière sur les morts et disparus durant el Stronato. En 2017, 500 disparus avaient été recensées dans ce pays.

### Chili (1973-1990)
Les disparitions forcées ont aussi eu cours au Chili après le coup d'État du 11 septembre 1973 contre Salvador Allende jusqu'en 1989. La DINA joua un rôle majeur dans ces disparitions forcées. Walter Rauff, ancien militaire nazi en charge du camp d'Auschwitz en fut sinon le chef informel a minima un conseiller influent. Quand la DINA disparu, le nombre de disparitions forcées au Chili diminua de façon conséquente. La dictature de Pinochet usa des disparitions forcées initialement contre ses opposants gauchistes : le Parti socialiste du Chili, le Parti communiste, le Mouvement de Action Populaire Unitaire (MAPU) et le Mouvement de la gauche révolutionnaire (MIR), puis se tourna vers les syndicats et les associations des étudiants. Les disparitions forcées ne furent pas le seul instrument utilisé pour soumettre la population, il y eut des exécutions sommaires, l'usage de la torture. Le régime de la dictature chilienne fut aussi le cerveau de l'opération Condor établit en 1975 par la DINA.
Fin 1978, le dictateur Augusto Pinochet ordonna aux forces armées de récupérer tous les corps inhumés dans des fosses communes après le coup d'État pour les jeter à la mer ou les incinérer, afin de faire disparaître toute preuve de la répression. L'opération prit le nom d'Operación Retiro de Televisores (« Opération retrait des téléviseurs »). D'autres assassinats ont également été maquillés pour passer pour des affrontements internes à la gauche. C'est ainsi que 163 membres du MIR, arrêtés et exécutés par la DINA début 1975, sont présentés dans des quotidiens éphémères publiés pour l'occasion comme un règlement de compte entre factions marxistes.

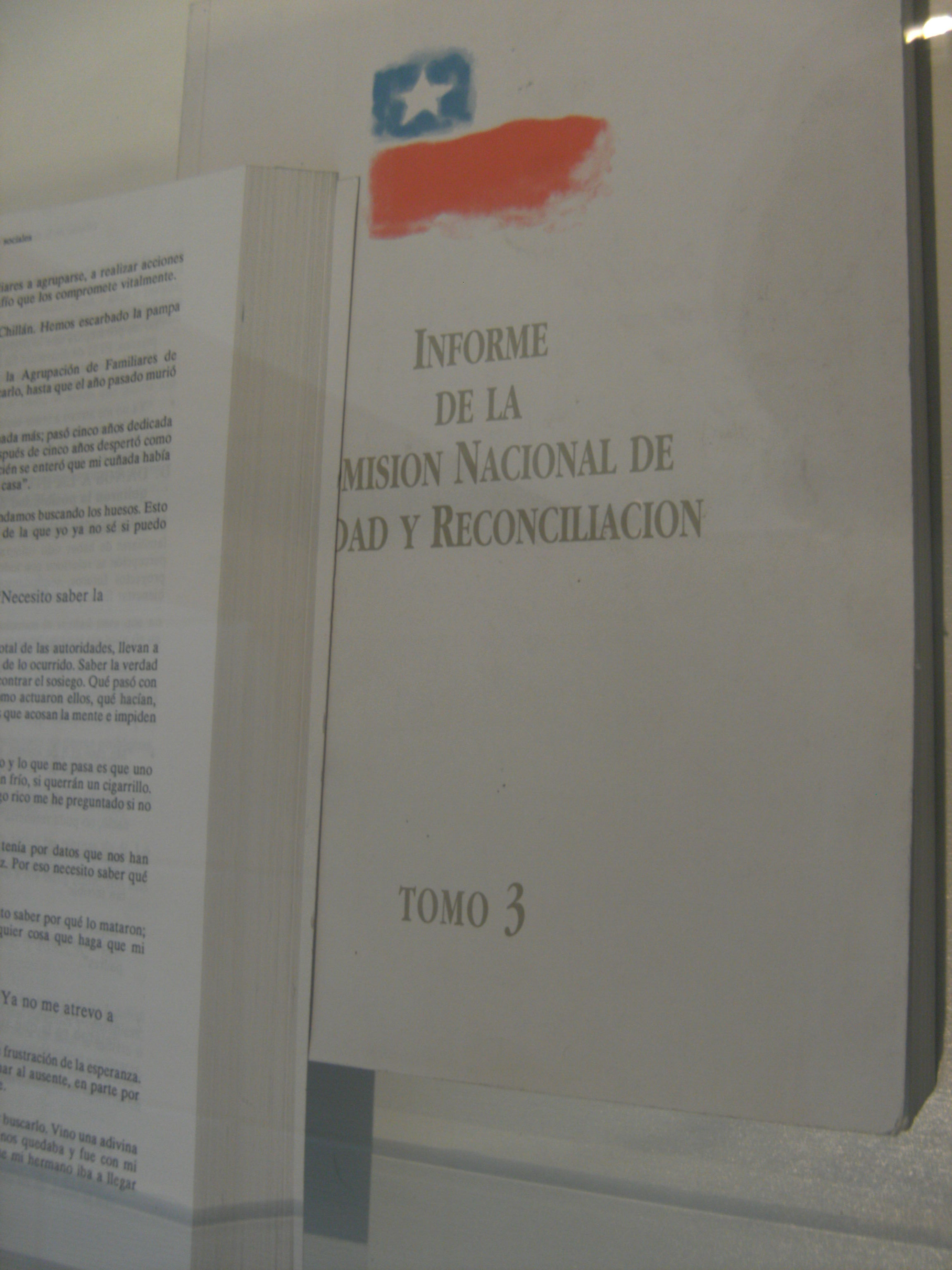
Rapport Rettig sur les disparitions forcées au Chili.

Le 29 avril 1990, une Commission de vérité et de réconciliation, est chargée, par le président nouvellement élu Patricio Aylwin, de présenter un rapport (le rapport Rettig) sur les violations des droits de l'homme dans le pays sur la période 1973-1990. Cette commission signale 1 191 disparitions forcées. On lui interdit toutefois de se prononcer sur la culpabilité des auteurs des crimes décrits. En 1992, le journaliste Bruno Patino a connaissance de 2 300 victimes, mortes ou disparues, chiffre dont Augusto Pinochet, protégé par une loi d'amnistie et son statut de commandant en chef des armées, relativise l'importance en ces termes :

« franchement, ce n'est pas grand chose, les Chinois, ils en tuent des millions, et on ne leur dit jamais rien à eux. Alors 2 300 personnes... »

— Augusto Pinochet, interview du 8 décembre 1992
À la fin du mandat de Patricio Aylwin, en mars 1994, une vingtaine d'opposants politiques, « jugés » durant la dictature, sont toujours en prison, malgré des promesses de libération anticipées. Leur peine est finalement commuée en exil à l'étranger, exil d'une durée au moins égale à celle de la peine de prison qu'il leur reste à purger au Chili.
Le parlement du Chili a approuvé le 30 avril 2025 un projet de loi visant à reconnaître juridiquement les victimes de disparitions forcées pendant la dictature d’Augusto Pinochet.

### Argentine (1976-1983)

#### Avant l'arrivée de la junte au pouvoir
Contrairement à d'autres pays d'Amérique latine, les premières disparitions forcées en Argentine, ont lieu avant l'arrivée de la junte militaire au pouvoir. Il y avait ainsi déjà 900 disparus avant mars 1976.

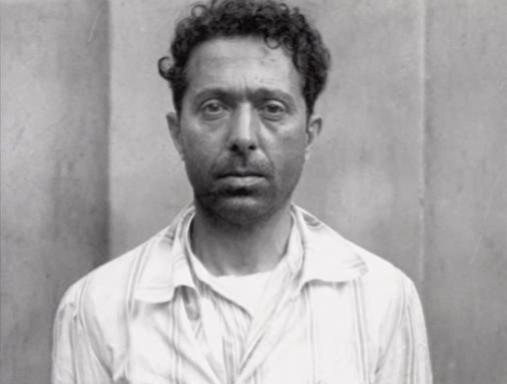
Miguel Arcángel Roscigna disparu en Argentine en 1937.

Lors de la décennie infâme, en 1937 sous le régime de Agustín Pedro Justo, les militants anarchistes Miguel Arcángel Roscigna (es), Andres Vázquez Paredes, José Manuel Paz et Fernando Malvicini furent expulsés vers l'Argentine, après avoir purgé leur peine de prison pour avoir organisé l'évasion de détenus de la prison de Punta Carretas à Montevideo. Ils disparaissent aux mains de la police argentine.

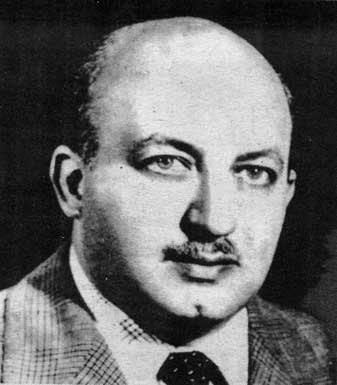
Juan Ingallinella.

En 1955, le dirigeant communiste Juan Ingallinella fut arrêté et torturé par la police, sous le deuxième terme de la présidence de Juan Perón. Grâce à la mobilisation de ses collègues médecins et du milieu universitaire, une enquête est diligentée et permet, en 1961, de savoir dans quelles conditions il a été exécuté. Cependant, son corps n'a jamais été retrouvé.
Le 23 août 1962, alors que José María Guido était président de facto, le métallurgiste Felipe Vallese, cofondateur des Jeunesses péronistes, fut kidnappé par un commando de la police provinciale de Buenos Aires, dirigé par l'inspecteur Juan El Tano Fiorillo — le même qui est cité par le rapport de la CONADEP en tant que tortionnaire du camp de concentration Omega durant la dictature de 1976-83. Aucune enquête n'eut lieu et on ne trouva jamais le corps de Vallese.

#### De 1976 à 1983
La dictature de Videla se caractérise par le fait d'avoir élevé les disparitions au rang de politique planifiée, les enlèvements étant soigneusement organisés hors du cadre judiciaire. L'Argentine perfectionne alors les pratiques initiées au Chili en 1973, et le nombre des disparus avoisine les 30 000 personnes,. En 1984, 9 000 noms ont été formellement vérifiés par le rapport de la CONADEP, la commission nationale sur la disparition des personnes, tandis qu'un rapport de la police politique de 1978, publié en 2004 par John Dinges (en), comptabilisait déjà 22 000 disparus,.

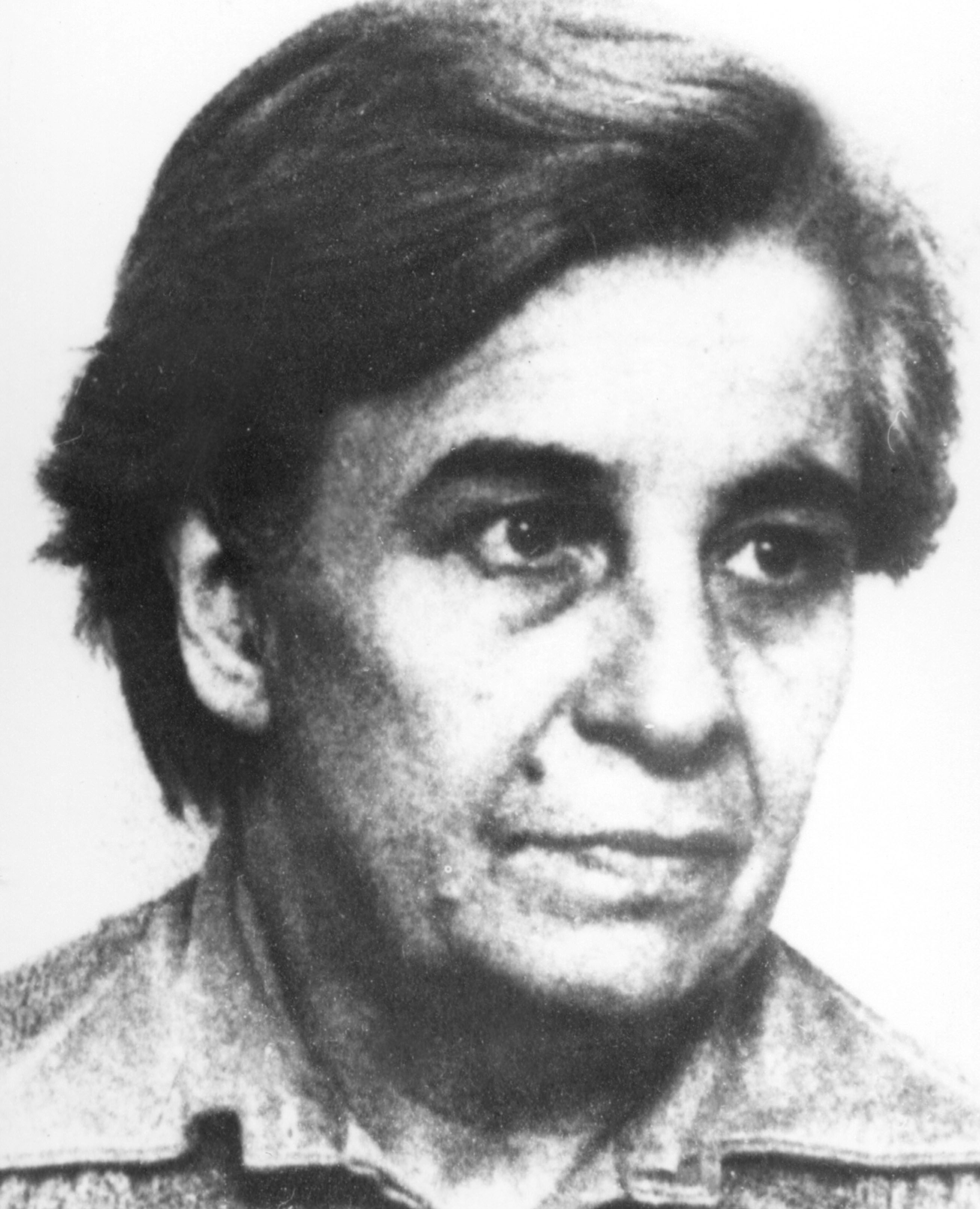
Esther Ballestrino cofondatrice des Mères de la place de Mai et victime d'un vol de la mort.

Durant la « guerre sale » d'Argentine et l'opération Condor, les opposants politiques, ainsi que leurs amis et leurs familles, étaient enlevés par des forces paramilitaires ou des militaires en mission spéciale (« groupes de travail »), enfermés et torturés dans des centres de détention clandestins, puis tués, souvent en étant drogués et jetés vivants depuis des avions (« vols de la mort ») dans l'océan Atlantique ou le Río de la Plata, ne laissant aucune trace de leur exécution.
À la chute de la dictature militaire, des lois d'impunité viennent mettre un terme à toutes les enquêtes judiciaires concernant les disparitions forcées antérieures à 1983.
Après la disparition de la junte militaire, il faut 30 ans pour que commencent les actions en justice pour les desaparecidos, terme qui désigne les personnes disparues en Argentine. Les procédures pénales avaient été gelées par la Loi du Point final de 1986 et la loi de l'obéissance due (Ley de Obediencia Debida) de 1987. Ces lois ont garanti l'impunité pour fonctionnaires qui avaient commis des violations des droits humains jusqu'au 10 décembre 1983.

### Autres pays de l'opération Condor

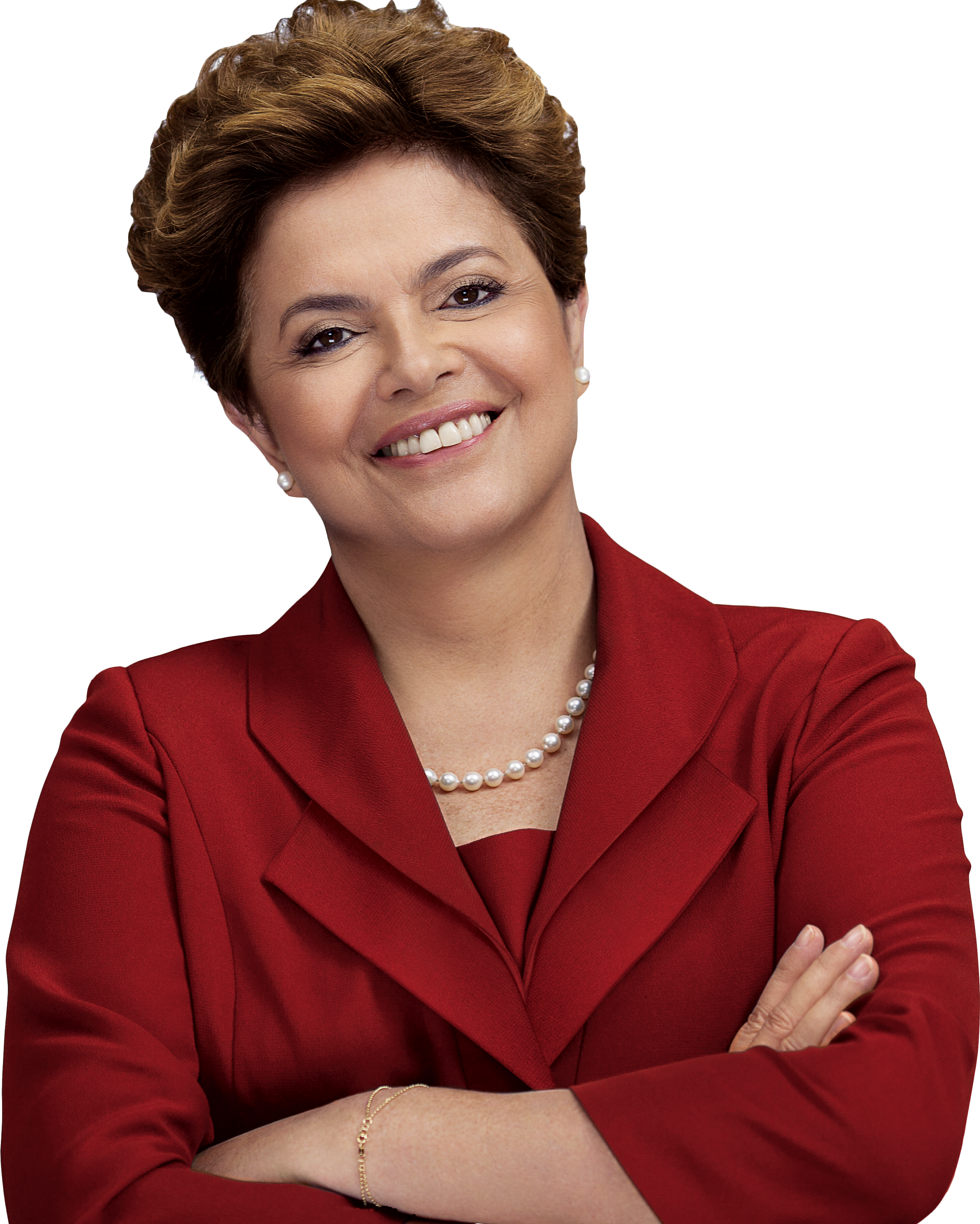
Militante contre la dictature dans sa jeunesse, Dilma Rousseff a participé à la lutte armée dans son pays.

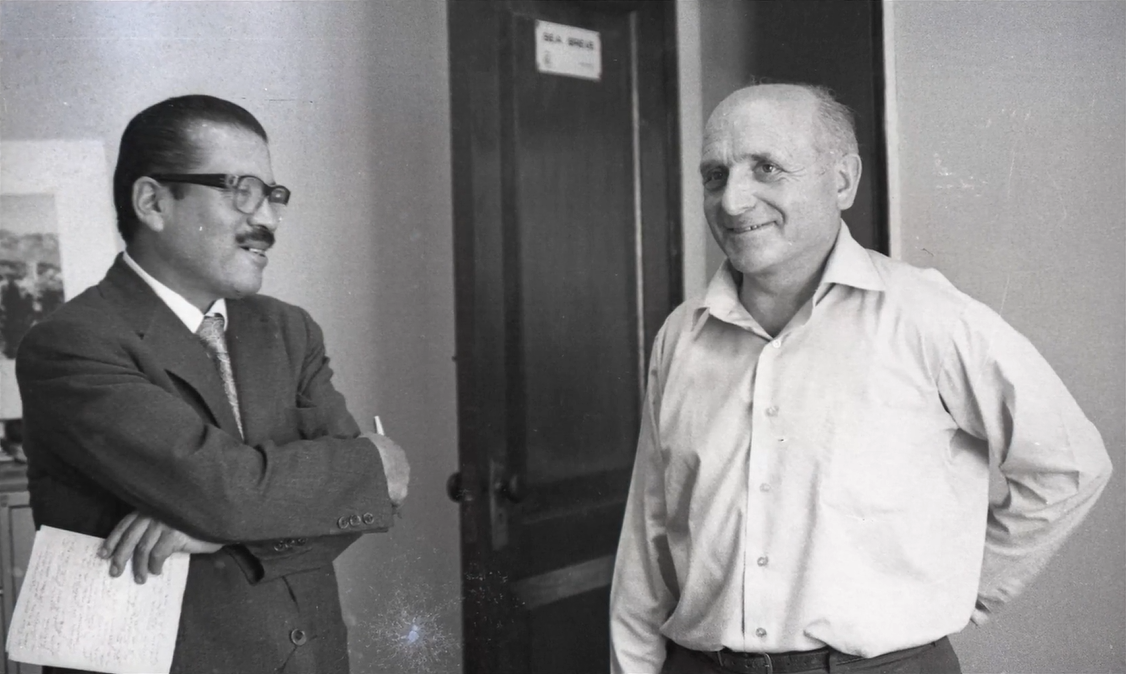
Roberto Quintanilla, chef des services secrets boliviens, aux côtés de Klaus Altman Barbie en 1971.

Au Brésil, la Commission de la Vérité mise en place en 2011 par Dilma Rousseff a pu démontrer après 31 mois d'enquête l'existence de 210 disparus durant la dictature brésilienne dont les corps n'ont pas été retrouvés. Ce chiffre est sous-estimé car les enquêteurs n'ont pas eu accès à certains documents des forces armées officiellement détruits. Entre 1964 et 1985, la Bolivie connait trois dictatures militaires. Naturalisé bolivien, l'ancien nazi Klaus Barbie obtient le grade de lieutenant-colonel et instruit les militaires et paramilitaires boliviens dans l'art de faire disparaître les opposants. Il travaille pour le régime sous la fausse identité de Klaus Altman jusqu'à son arrestation en 1982.
En Uruguay, la première des 23 disparitions forcées de l'« opération Morgan », lancée contre le Parti communiste et les Jeunesses communistes, a lieu en 1974, la dernière en 1984. Au cours de cette opération, des centres de détention clandestins ont été mis en service, dans lesquels les troupes gouvernementales ont torturé des opposants. Certains d'entre eux, fuyant la répression politique dans leur pays, se réfugient dans les états voisins et sont arrêtés. C'est le cas du pianiste Miguel Ángel Estrella qui sera libéré après trois ans d'emprisonnement, grâce à une forte mobilisation internationale.

## Place des femmes dans les disparitions forcées
Claudia Fernanda Gil Lozano dédie un chapitre intitulé Penser le sud : Uruguay, Chili et Argentine. Femmes dictatures et répressions dans l’ouvrage Nouvelle Encyclopédie politique et historique des femmes, aux collaboratrices des États répresseurs[Qui ?] mais aussi au nombre des femmes victimes de la répression ainsi que leur rôle actif dans la formation des groupements de familles de disparus et le rôle de porte-parole qu’elles ont joué en dénonçant ces crimes devant l'ONU.

### Victimes
Un grand nombre[évasif] de femmes ont été victimes d’emprisonnement ; en effet, les femmes ont été ciblées et souvent torturées ou exécutées, et de nombreuses femmes ont disparu.

### Rôle des femmes dans la divulgation des crimes de disparition forcée
Les femmes ont joué un rôle très important dans les mouvements associatifs contribuant à la divulgation du phénomène des disparitions forcées et à la création de la Convention Internationale de protection de toutes les personnes contre la disparition forcée.

## Évolution du droit: la pénalisation des disparitions forcées

### Le groupe de travail de l'ONU de 1980 sur les disparitions forcées

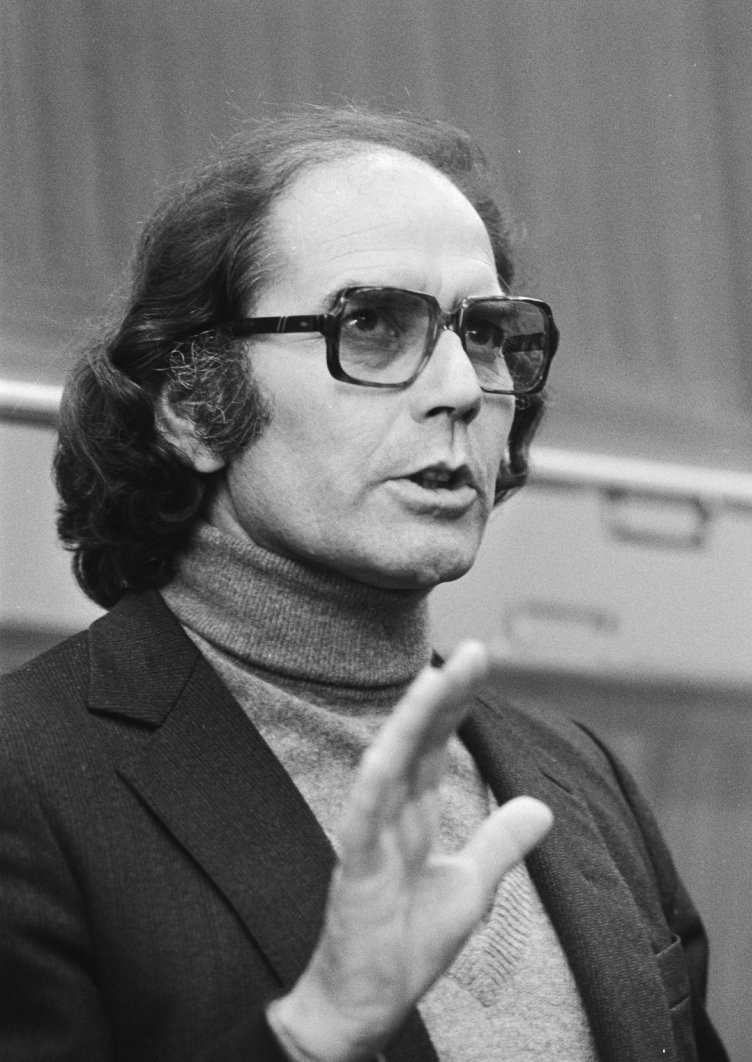
Adolfo Pérez Esquivel en 1983.

Le futur prix Nobel de la paix argentin, Adolfo Pérez Esquivel, lui-même enlevé et torturé durant 14 mois sans procès, plaide en 1977 en faveur de la lutte contre les disparitions forcées. Il est alors en prison. Il reçoit, dans son combat pour les droits humains, le soutien de la France qui défend auprès des Nations Unies la création d'un groupe de travail sur le sujet.
Le 20 décembre 1978, la Résolution 33/173, intitulée « Personnes disparues », est finalement adoptée par l'Assemblée générale des Nations Unies. Les disparitions forcées sont alors reconnues comme une forme de torture par l'ONU. Cependant, ce premier instrument juridique laisse aux États une « grande marge de liberté » dans l'application des dispositions de la résolution. En 1979, constatant que la résolution ne produit pas d'effet, le Conseil économique et social des Nations unies demande à la Sous-Commission de la lutte contre les mesures discriminatoires et de la protection des minorités de se saisir de la question, laquelle propose de créer un groupe d'experts chargé de communiquer avec les proches des victimes et les états concernés pour localiser les disparus. Le groupe voit effectivement le jour en 1980 : il est composé de 5 membres et dispose d'un mandat d'un an, qui sera reconduit années après années jusqu'en 1992.
Le groupe d'experts dépasse peu à peu le cadre strictement humanitaire de sa mission d'origine. Il étudie quelles pratiques, législations ou institutions favorisent les disparitions forcées, propose des mesures, dont l'Habeas corpus, pour faire disparaître cette pratique. Il a ainsi contribué à l’adoption par l’Assemblée générale de l’ONU de la « Déclaration sur la protection des personnes contre les disparitions forcées », en 1992, qui interdit les lois d’amnistie spéciales, protégeant les auteurs de disparitions forcées et demande que les prévenus soient jugés par des tribunaux de droit commun, car les tribunaux militaires sont trop cléments envers les auteurs de disparitions forcées. Entre 1980 et 2001, il réussit à élucider 7 921 cas, dont 4 380 au Sri Lanka, où les autorités avaient manifesté une réelle volonté de collaborer avec ces experts.
À partir des années 1990, le groupe perd toutefois de son dynamisme d'origine. D'une part, de nombreux pays se désengagent à la suite de l'adoption du Statut de Rome et de la disparition des régimes autoritaires sud-américains ; d'autre part, des contraintes budgétaires ont réduit ses possibilités d'action et sa crédibilité vis-à-vis des défenseurs des droits de l'Homme.

### Reconnaissance des souffrances psychologiques des proches des victimes
La définition de victime de disparition forcée inclut les proches des personnes qui disparaissent, car l'impact de la souffrance psychologique due à l'impossibilité de savoir si la personne est réellement morte ou non est reconnue comme profondément déstabilisante pour tout l'entourage. Ainsi selon Frederico Andreu-Guzman « Pour la famille le disparu n'est ni au paradis ni en enfer, ni mort ni vivant, il est dans les limbes. C'est le seul délit où les proches sont considérés comme victimes, vu les souffrances qui leurs sont infligées. » : l'entourage reste confronté à l'impossibilité de faire son deuil, balançant entre espoirs et doutes insurmontables.
Le Groupe de travail sur les disparitions forcées ou involontaires de l'ONU en a donc conclu que les familles de disparues sont aussi des victimes au vu de l'incertitude auxquelles elles sont soumises et la Commission sur les droits humains insiste sur le fait que les disparitions forcées impactent le cercle familial en entier. Les formes que prennent les actes illégaux de disparition qu'elles soient menées par une autorité étatique ou dans le cadre d'opérations clandestines impliquent l'utilisation de techniques visant à terroriser et affectent également la société dans son entier au-delà du seul cercle de connaissances des personnes disparues. Elles génèrent un sentiment général d'insécurité et ne se limite pas à une série de violation des droits humains. Ceci est également reconnu, en 1981, lors de la XXIVe Conférence Internationale de la Croix Rouge.
L'expérience vécue par les proches des personnes disparues équivaut à une forme de torture psychologique et le traumatisme qui s'ensuit est de nature chronique. Les dommages sont tout autant infligés par les acteurs directs que par l'éventuelle passivité de la société. Cela provoque un état d'anxiété aiguë marqué par plusieurs facteurs de stress renouvelés à chaque fois que surgit le doute de retrouver la personne vivante ou à chaque fois que l'espoir est déçu. Le traumatisme prolongé, voire interminable qui s'ensuit est l'un des arguments permettant de qualifier les disparitions forcées de crime qui perdure dans le temps.
Les proches de victimes passent par 4 phases selon le neuropsychiatre Rojas Baeza qui a réalisé, en 2009, une étude de terrain. La première relève de la double contrainte avec la notion que la personne disparue est sans doute morte mais peut-être vivante. Cette période est marquée par une phase hyperactive de recherche, ainsi que la stupeur et le doute. Durant la deuxième période, la disparition est acceptée, s'accompagnant de réflexions ou de fantasmagorie sur les sévices que la personne a pu endurer (torture, meurtre, détention) ainsi que la culpabilité. Durant la troisième phase la possibilité de la mort de la personne disparue s'impose sans pouvoir être acceptée, avec une responsabilité de devoir déclarer la personne décédée en l'absence de toute reconnaissance officielle, ce qui conduit à des dépressions. Durant la quatrième phase s'installe un sentiment permanent d'incertitude et d'insécurité. Tout au long de ces processus, il y a production d'hormones de stress, conduisant à une fragmentation du mental et de la perception de la réalité,. La découverte et l'identification de corps dans un charnier, ou une ancienne décharge, plusieurs dizaines d'années après la disparition, est décrite comme « un soulagement » pour les proches de disparus.

### Instauration d'un instrument juridique «contraignant» sur le continent américain
La Résolution 666 (XIII-083) de l’Assemblée Générale de l’Organisation des États Américains a été adoptée en assemblée générale en novembre 1983. Elle considère la disparition forcée comme « un crime contre l'humanité »,. Cette qualification de crime contre l'humanité le sera ensuite dans différentes conventions et instruments du droit international. En 1988, la Commission interaméricaine des droits de l'homme, qui joue un rôle de conseil auprès de cette instance lui a proposé d'adopter, en assemblée générale un projet de convention sur les disparitions. Une telle convention ne sera adoptée que le 9 juin 1994, à une époque où des processus de retour à la démocratie étaient en cours dans cette région du monde. Il s'agit du tout premier instrument juridique contraignant pour les signataires, même s'il n'a qu'une portée régionale.
S'appuyant sur la résolution 666 (XIII-083), la Cour interaméricaine des droits de l'homme a été la première dans cette région du monde à condamner un État (le Honduras) pour la disparition forcée d'Angel Manfredo Velázquez Rodriguez, le 29 juillet 1988, puis de Saul Godinez Cruz, six mois plus tard. Elle a rendu l'État responsable du comportement de ses agents « en raison du manque de diligence de l’État pour prévenir la violation des droits de l’homme ». Cette cour a confirmé le devoir de l'État en la matière dans l'affaire Blake vs Guatemala rendu le 22 janvier 1999, obligeant l'État fautif à payer des réparations aux successeurs du disparu.

### Convention contre la torture de 1984
En l'absence de définition juridique de la disparition forcée dans la plupart des pays du monde, les ONG défendant les droits humains se focalisent sur l'interdiction des crimes couverts par ces disparitions, et principalement la torture. En Suisse, dès 1976, le Comité contre la torture élabore la proposition Gauthier qui demande la création d'une commission internationale capable d'enquêter dans tous les lieux de privation de liberté,, y compris les hôpitaux psychiatriques. En 1979, s'inspirant de la proposition Gauthier, le Costa Rica propose un protocole facultatif contre la torture aux Nations unies. Il faudra encore 8 ans pour que, le 31 octobre 1987, 26 pays ratifient à l'ONU une convention contre la torture élaborée en 1984 et approuve la création d'un comité composé de 10 personnes expertes et attendre 2006 pour qu'un « protocole facultatif » complète cette convention et permette la visite des lieux de privation de liberté.
La convention contre la torture de 1984 a le mérite d'ouvrir la voie au mécanisme de la compétence universelle, qui permet à une instance nationale de juger des crimes qui n'ont pas été commis sur son territoire ou par un de ses ressortissants. En l'absence de législation spécifique contre la disparition forcée, elle a permis à des juges de statuer, en Europe, dans les années 1990 et au début des années 2000, pour les crimes de guerre en ex-Yougoslavie, mais également pour les disparitions forcées au Chili.

#### Levée partielle de l'immunité souveraine du Général Pinochet en 1999

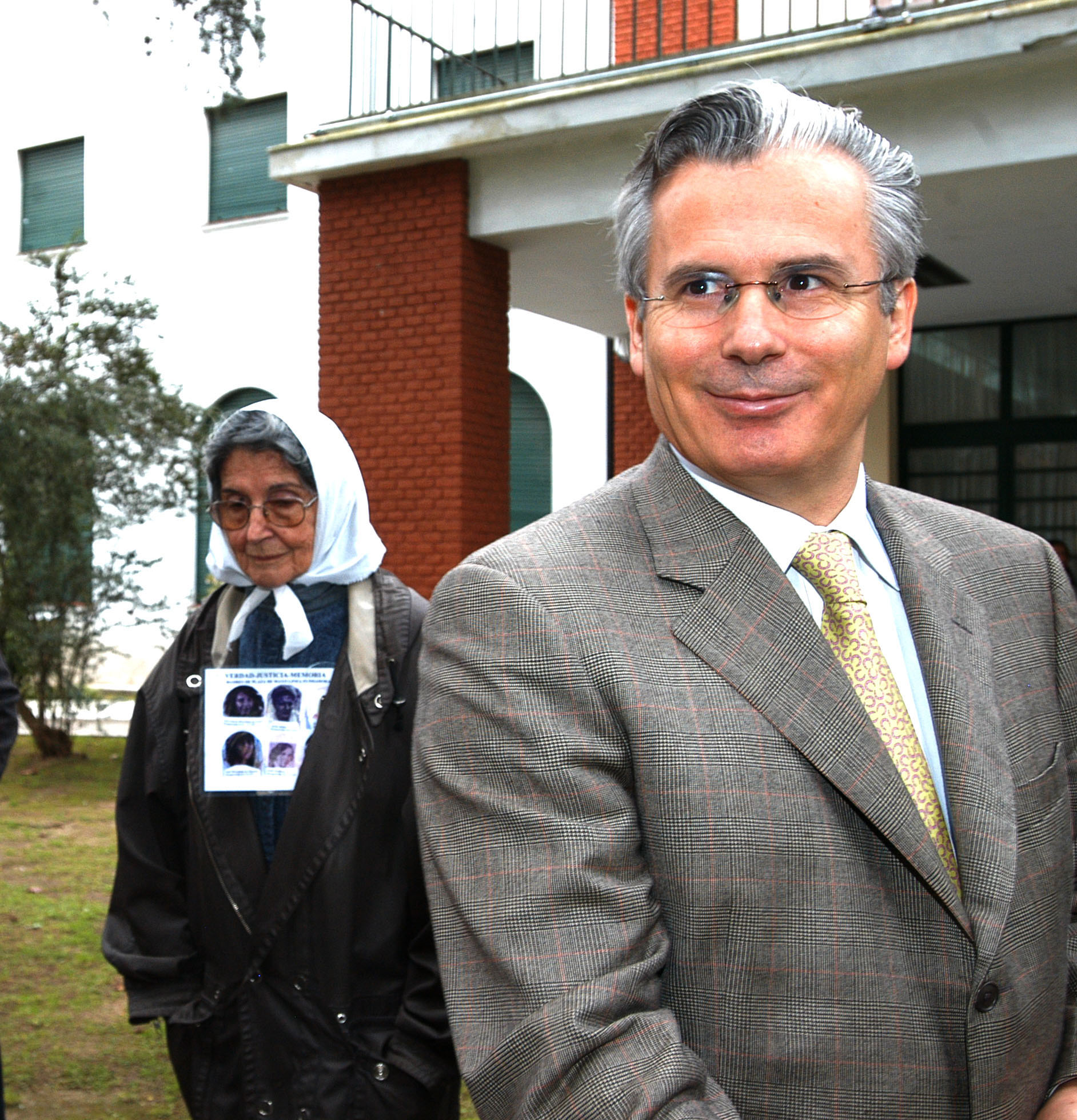
Le juge espagnol Baltasar Garzón qui provoqua l'arrestation de Pinochet en 1998 à Londres ici visitant le centre de détention clandestin de l'ESMA.

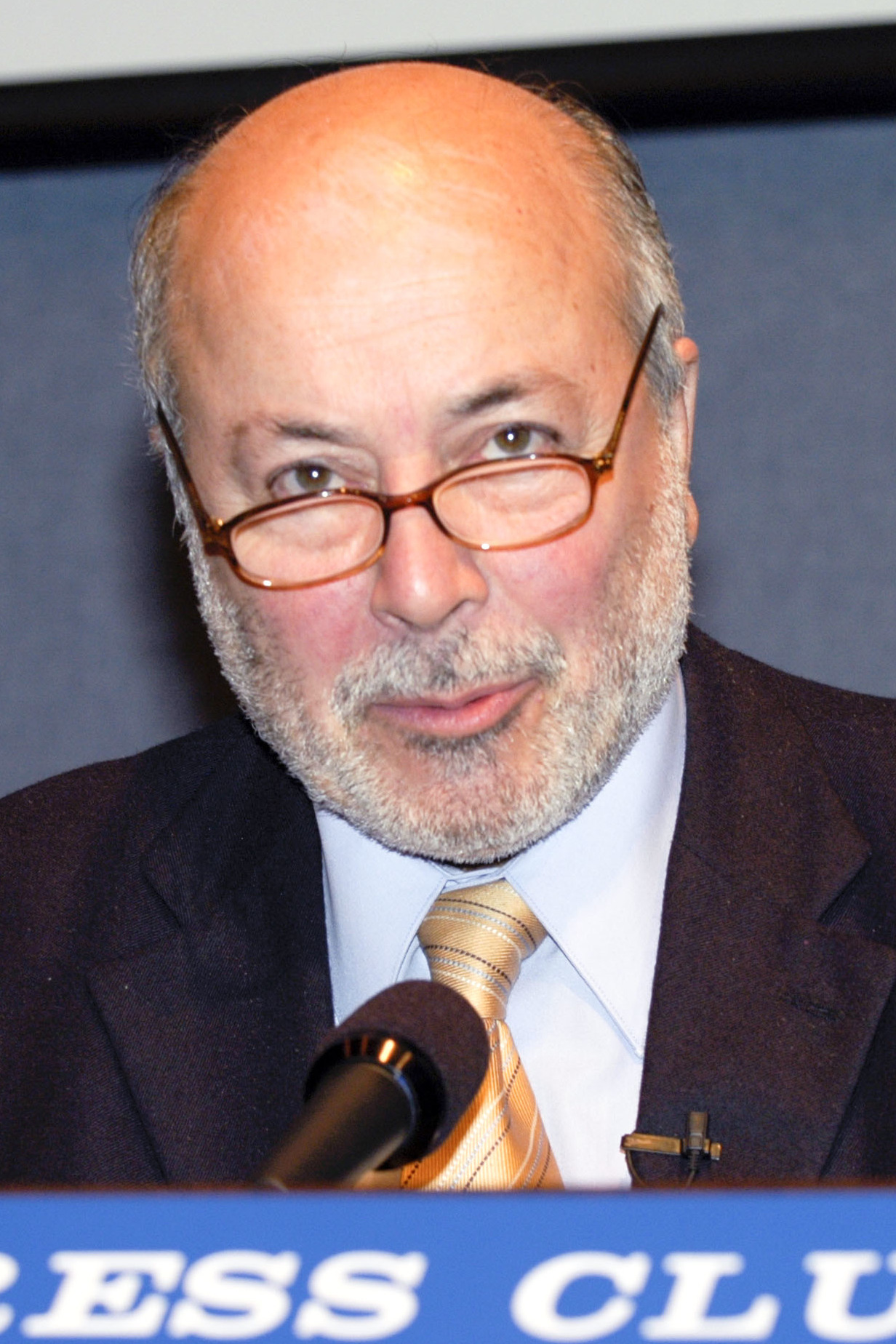
Juan Guzmán Tapia, le juge chilien qui en 2000, réalise la mise en accusation formelle de Pinochet pour 19 crimes d'enlèvement permanent et 57 cas d'homicide.

Cette convention a ainsi joué un rôle lorsque Augusto Pinochet, en voyage privé en Grande-Bretagne, est arrêté par Scotland Yard à Londres le 16 octobre 1998, à la demande de la justice espagnole qui réclame son extradition.
La commission judiciaire de la Chambre des Lords rejette l'immunité d'Augusto Pinochet le 25 novembre 1998, refusant que les auteurs de torture d'état puisse bénéficier de l'immunité souveraine. Ce verdict est en parti confirmé lors du verdict du procès en appel, le 24 mars 1999, rendu par la même juridiction, à ceci près que seuls les actes de torture qui ont eu lieu après la ratification de la Convention contre la torture par les trois pays concernés (le Chili, le Royaume-Uni et l'Espagne) peuvent être jugés. Les pro-Pinochet sont soulagés par ce verdict qui fait que seuls les crimes ayant eu lieu après décembre 1988 ne sont pas couverts par la loi d'amnistie de 1978. Pour les anti-Pinochet, ce jugement, qui réduit le nombre de crimes opposables au dictateur à 88 cas, est également une victoire car il signifie que les dictateurs ne sont plus au-dessus des lois. Cependant, pour des raisons politiques, le Chili obtient finalement que l'ancien dictateur puisse rentrer et être jugé dans son pays d'origine en mars 2000 et échappe ainsi à un jugement en Europe. Le 8 août 2000 la Cour suprême du Chili finit par lever l'immunité d'Augusto Pinochet ce qui permet de l'inculper dans le procès des Caravanes de la mort, puis l'opération Colombo. Assigné à résidence, le dictateur échappe à une peine d'emprisonnement jusqu'à son décès en 2006, ses avocats ayant plaidé que sa santé physique ou mentale n'était pas compatible avec la tenue d'un procès.

#### Procès de la dictature chilienne en France: un exemple de montage juridique complexe
Le 25 octobre 2001 le juge français Roger Le Loire émet un mandat d'arrêt international à l'égard de 18 citoyens chiliens, dont le Général Pinochet et 14 autres militaires, et un ressortissant argentin pour séquestration et tortures ou complicité de séquestration et tortures. La justice française ne reconnait pas, à l'époque, ni le crime de disparition forcée, ni l'existence de crimes contre l'humanité pour des faits perpétrés entre les années 1945 et 1994. Aussi, elle n'invoque donc pas la compétence universelle pour ces poursuites. Toutefois, les victimes ayant la nationalité française, elle s'estime en droit d'instruire l'affaire : il s'agit, en effet de faire la lumière sur le sort d'un ancien conseiller de Salvador Allende (Georges Klein),, de deux militants du MIR (Alfonso Chanfreau ,et Jean-Yves Claudet,) et d'un ancien prêtre et militant socialiste (Étienne Pesle),. Dans un premier temps, l'un des avocats des prévenus conteste la compétence des tribunaux français (en l'absence de crime contre l'humanité, les enlèvements ne peuvent être jugés qu'au Chili). En 2002, l'un des prévenus se rend en Argentine où il est arrêté par la police car le juge Le Loire a lancé un mandat d'arrêt international contre sa personne. Il est finalement extradé vers le Chili, qui pour éviter une condamnation en France accuse son ressortissant de la disparition de 20 personnes en 1973.
En 2003, la juge Sophie Clément reprend le dossier et demande un complément d'instruction, lequel ne sera clôturé que le 7 décembre 2006. Trois jours après, Augusto Pinochet meurt. Lors du procès, qui se tient à la cour d'assises de Paris, en décembre 2010, soit 4 ans après le décès du dictateur, les prévenus survivants sont condamnés par contumace à des peines allant de 15 ans de réclusion à la perpétuité,.

### Statut de Rome (1998-2002)
Le Statut de Rome de la Cour pénale internationale est un traité international qui institue la Cour pénale Internationale (CPI) et lui donne pouvoir de juger certains crimes particulièrement graves, listés au chapitre II. Cette institution est ainsi compétente pour juger les crimes contre l'humanité définis à l'article 7 du traité, et parmi eux, les disparitions forcées. Écrit en juillet 1998, le traité n'entre en vigueur qu'après sa ratification par 60 États, le 1er juillet 2002.
Ce premier instrument juridique international connaît toutefois des limites dans sa portée. Tout d'abord, il ne s'applique qu'aux crimes commis après sa date de ratification. Ensuite, le Statut de Rome ne s'applique qu'en cas d'« attaque généralisée ou systématique lancée contre » une population civile. Par ailleurs, la détention du disparu doit être effective « durant une période prolongée », une durée qui n'est pas clairement définie dans le traité et qui va à l'encontre des droits humains qui demandent à ce qu'une personne détenue soit présentée rapidement devant un juge ou une autorité compétente pour statuer sur son maintien en détention et il ne prend pas en compte les adoptions illégales des enfants des personnes disparues. Enfin, après avoir tenté de faire exclure lors de la rédaction du traité les crimes commis par les personnes citoyennes américaines en 1998, les États-Unis d'Amérique, pourtant signataires du Statut de Rome, ont finalement refusé de ratifier ce traité et ne reconnaissent donc pas la compétence de la CPI,. En février 2025, Donald Trump signe un décret interdisant l’entrée aux États-Unis aux dirigeants, employés et agents de l'institution, à la suite des mandats d'arrêt émis pour des soupçons de crimes de guerre et de crimes contre l’humanité commis dans la bande de Gaza.

### Convention internationale pour la protection de toutes les personnes contre les disparitions forcées du20 décembre 2006
La France et l'Argentine se sont mobilisées pour faire rédiger un traité qui comble les manques des dispositifs précédents. Contrairement à la Résolution 33/173 de 1978, la Convention internationale pour la protection de toutes les personnes contre les disparitions forcées de 2006 est un instrument juridiquement contraignant pour les États signataires. Il a une portée internationale. Son application ne se limite pas à certaines circonstances (telle que la guerre pour la convention de Genève ou une attaque généralisée et systématique contre une population pour le Statut de Rome). Une fois finalisée, cette convention a été proposée à la signature des États le 6 février 2007.
Par ailleurs, son article 26 prévoit la création d'un comité dit des disparitions forcées, composé de dix experts, qui veille à la bonne application de la convention. Ce dernier dispose, en plus des fonctions classiques pour un comité (examen de rapports étatiques, système de communications, entre autres), de fonctions préventives comme l'émission d'appels urgents ou un droit de visites en cas de situations graves. Il peut être interpelé par toute personne (individus ou ONG) qui a connaissance d'une disparition forcée. Sur la base de ce signalement, le Comité saisit sans délai l’État concerné ce qui permet d'augmenter les chances de retrouver le « disparu ».
L'entrée en vigueur de cette convention a eu lieu le 23 décembre 2010. Les vingt premiers signataires en sont : l'Albanie, l'Allemagne, l'Argentine, la Bolivie, le Burkina Faso, le Chili, Cuba, l'Équateur, l'Espagne, la France, le Honduras, l'Irak, le Japon, le Kazakhstan, le Mali, le Mexique, le Nigeria, le Paraguay, le Sénégal et l'Uruguay.

À cette époque, le verdict du procès de la dictature chilienne venait tout juste d'être rendu par la juge Sophie Clément. Paulo Antônio de Paranaguá (es), le correspondant du Monde pour l'Amérique latine qui couvrait ce procès, a alors écrit : 

« Le code pénal français ne pourra plus ignorer cette qualification. »

Il faut toutefois attendre 2013 pour que ce crime, pour lesquels les prévenus sont passibles de la réclusion à perpétuité, soit intégré dans le code pénal français.

## Autres exemples de disparitions forcées (après 1975)
Les disparitions forcées n'ont pas cessé avec la fin des dictatures militaires en Amérique du Sud et le renforcement du droit au niveau international. Des cas sont signalés dans 40 pays par les rapporteurs du groupe de travail de l'ONU en 1990. En 2024, le Comité international de la Croix-Rouge note une très forte augmentation du nombre de disparitions forcées à travers le monde avec 56 000 nouvelles disparitions, chiffre le plus élevé depuis une vingtaine d'années.

### Disparitions forcées en Afrique

#### Égypte
Les disparitions forcées sont employées par les autorités égytiennes du régime de Abdel Fattah el-Sisi depuis 2015 pour terrifier, interroger et torturer l'opposition politique sous le prétexte de lutter contre le terrorrisme. Des centaines de personnes ont disparu, dont des militantes, des contestataires, des femmes et des enfants. Environ 3 à 4 personnes sont arrêtées dans le cadre d'opérations menées tous les jours par des officiers lourdement armés de l'Agence de la sécurité nationale (Égypte) (en), qui saccagent les maisons, et retiennent beaucoup de personnes prisonnières menottées avec les yeux bandés pendant des moi,. Le recours aux disparitions forcées semble devenir systématique sous l'égide de Magdy Abdel Ghaffar (en) devenu ministre de l'intérieur en 2015. Le meurtre de Giulio Regeni, étudiant enlevé par la police et torturé est soupçonné de relever de la même logique des disparitions forcées commises sous le régime El Sissi,.

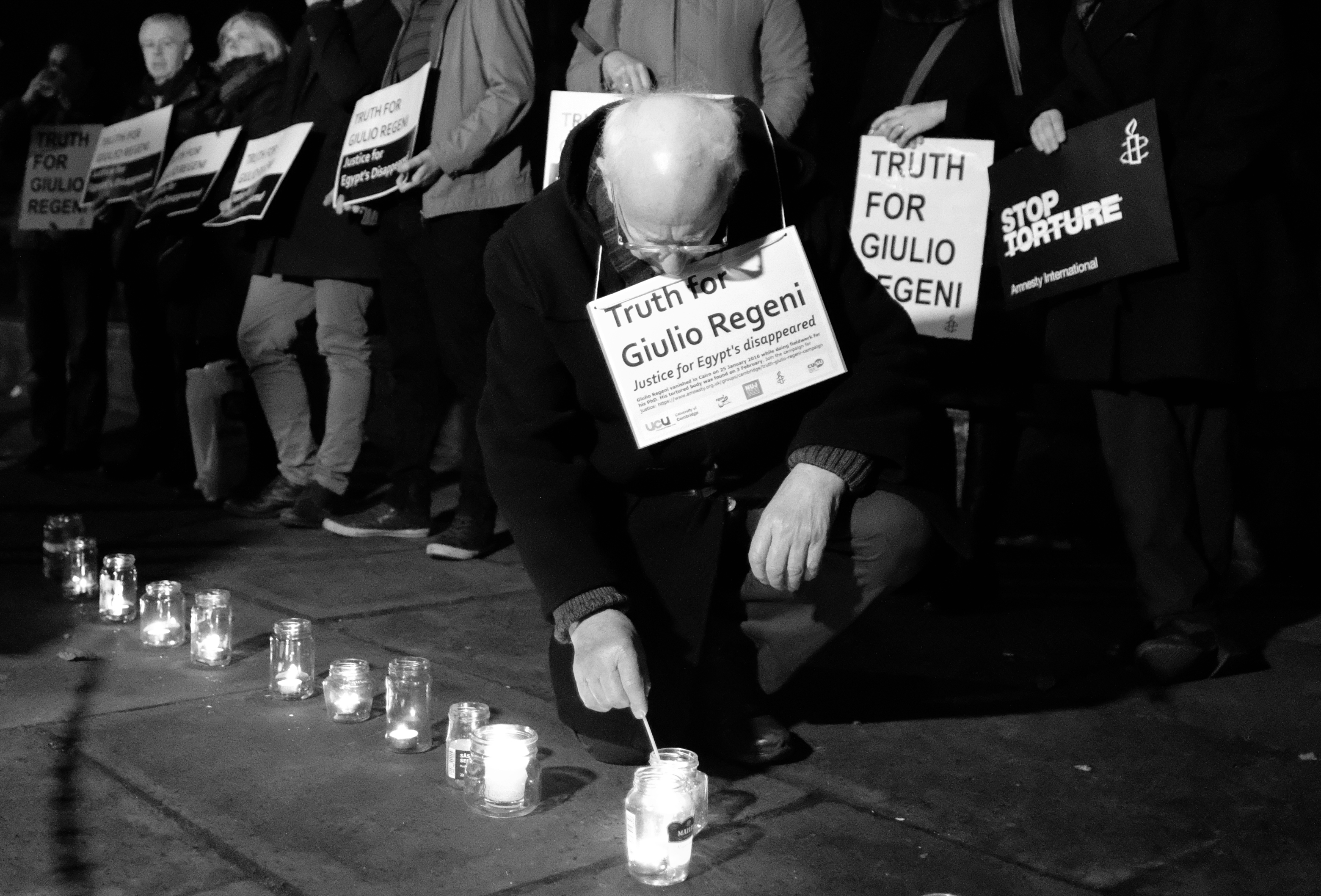
Bougies allumées pour Giulio Regeni et pour les centaines de personnes égyptiens disparues de force chaque année.

31 cas de disparitions forcées sont décomptés entre 1970 et 2011, la plupart ayant lieu dans la période de  la révolution du 25 janvier 2011. 40 cas sont enregistrés jusque fin 2012.
En 2015 selon la Commission égyptienne pour les droits et les libertés  (ECRF) recense 544 cas de disparitions forcées ont eu lieu  entre le 1er août 2015 et le 31 mars 2016.
Entre le 1er août 2016 et la mi-août 2017, 378 personnes sont portées victimes de disparitions forcées. Emviron 291 personnes ont pu être localisées, tandis que les autres sont toujours enregistrées comme ayant survécu. Sur 52 enfants disparus en 2017, 3 ont étééxécutés hors de toute procédure légale.
Le 8 mars 2016, des femmes proches de disparus ont défilé dans le cadre d'une manifestation contre les disparitions forcées organisée par le Centre Hisham Moubarak, demandant la vérité sur les disparitions de leurs proches
En 2020, la Commission égyptienne pour les droits et les libertés (ECRF) a publié un rapport sur 5 année de disparitions forcés, révélant que le pays comptait 2723 cas depuis août 2015,.
En mars 2021 Amnesty International condamne les autorités égyptiennes pour la disparition forcées d'Omar Abdelhamid Abu el-Naga et Manar Adel Abu el-Naga, en compagnie de leur bébé de un an, al-Baraa, après voir été arrêtés le 9 mars 2019,.

#### République algérienne démocratique populaire
Au moment de la colonisation de 1830 à 1849 l'Algérie perd le quart de sa population. Pendant la guerre d'Algérie de 1954 à 1962, 3 000 disparus ont été référencés. Pendant la décennie noire entre 1992 et 1997, plusieurs milliers de personnes disparurent en Algérie. Une partie des disparitions a été attribuée aux islamistes mais une autre l'a été aux services de sécurité de l'État. Les statistiques officielles sont d'environ 6 000 disparus, mais d'autres sources parlent de 17 000, voire 20 000 personnes. La guerre civile algérienne a causé en tout entre 150 000 et 200 000 morts.

#### République du Congo
À l'issue de la guerre civile au Congo-Brazzaville, 300 membres de familles de rebelles (dont des femmes et des enfants) sont arrêtés lors de leur retour au pays à l'embarcadère du fleuve Congo. Ils sont conduits hors de vue et tassés dans des containers qui seront jetés dans le fleuve. Cet épisode est connu comme l'affaire des disparus du Beach.

#### Guinée
Plusieurs personnes civiles et militaires ont disparu sous le régime de Mamadi Doumbouya, en Guinée. Les plus célèbres sont Foniké Menguè et Billo Bah, deux opposants politiques enlevés le 9 juillet 2024, dont le procureur général dit ignorer leurs lieux de détention. Alors que le régime en place annonce fin 2024 la tenue d'élections pour 2025 et rejette toute implication de la junte dans ces disparitions, deux autres cas d'enlèvement sont signalés dans le pays dont un journaliste travaillant pour un site web indépendant, et le syndicaliste et coordinateur des Forces sociales de Guinée Abdoul Sacko. Ce dernier est finalement abandonné dans un état critique par ses ravisseurs. Après plusieurs semaines de soins intensifs, il est transféré en avril 2025 à l'étranger pour recevoir des soins spécialisés. En décembre 2024, l'écrivain guinéen Tierno Monénembo, note la recrudescence des atteintes aux droits de l'Homme dans le pays depuis l'arrivée au pouvoir de la junte militaire en 2021, dont « de mystérieuses disparitions » et l'absence de condamnation de la communauté internationale.

### Disparitions forcées en Asie

#### Liban
Les disparitions forcées au Liban ont eu lieu pendant la guerre du Liban (1975-1990) ; les disparus sont des personnes victime d'enlèvements, d'emprisonnements, ou tuées dans des massacres. Les milices de tous bords opérant sur le territoire libanais ainsi que des acteurs étatiques, la Syrie et Israël, sont à l'origine de ces « disparitions ». Le but des enlèvements pouvait être un échange d'otages (c'est-à-dire la libération d'une autre personne enlevée), ou le paiement d'une rançon. Le nombre de disparus serait de 17 000 d'après le bilan officiel établi par l'État en 1990.

#### Irak
Plusieurs dizaines de milliers de personnes disparurent durant le régime de Saddam Hussein en Irak, une grande partie d'entre elles, en septembre 1988, durant l'opération Anfal.

#### Iran
À la suite des émeutes de 1999, plus de 70 étudiants ont disparu en Iran. L'ONU a rapporté d'autres disparitions.

#### Afghanistan
Durant la Guerre d'Afghanistan (2001-2021) l'armée américaine s'appuie sur l'aide militaire d'Abdul Raziq en fermant les yeux sur des milliers de cas de disparitions forcées. Abdul Raziq aurait commis de nombreuses violations des droits humains dans la province de Kandahar,. En 2017, le comité des Nations Unies sur la torture indique souhaiter qu'il soit poursuivi pour des actes de torture et de disparitions forcées. Le comité a également déclaré qu'il avait des centres de détention secrets où les gens étaient torturés.

#### Chine
Le 17 mai 1995, Gedhun Choekyi Nyima et sa famille ont été placés en détention par le gouvernement chinois peu après avoir été identifiés comme le 11e panchen-lama par le 14e dalaï-lama, Tenzin Gyatso,,. À sa place, le Parti communiste chinois (PCC) a nommé Gyaincain Norbu pour agir en tant que panchen-lama, bien que Norbu ne soit pas reconnu comme panchen-lama au Tibet ou ailleurs en dehors de la Chine,. Nyima n'a pas été vu en public depuis son placement en détention, bien que le gouvernement chinois affirme qu'il est vivant et en bonne santé, mais qu'il « ne souhaite pas être dérangé ». Les disparitions forcées d'avocats et de défenseurs des droits de l'homme ont augmenté sous le régime du secrétaire général du PCC, Xi Jinping, depuis 2013. De nouvelles lois accordent à la police le pouvoir illimité de détenir des détenus en secret pour des périodes indéterminées,,,.
En septembre 2021, 4 experts des Nations unies ont qualifié les cas de détenus tibétains de « modèle inquiétant de détentions arbitraires et de mise au secret, de procès à huis clos et d'accusations et de verdicts inconnus contre la minorité religieuse tibétaine en Chine, certains d'entre eux équivalant à des disparitions forcées. » Selon l'association Campagne internationale pour le Tibet, les experts ont exhorté le gouvernement à fournir des informations sur le sort des deux Tibétains, Rinchen Tsultrim et Go Sherab Gyatso, et à expliquer les motifs juridiques de leur arrestation et de leur détention.

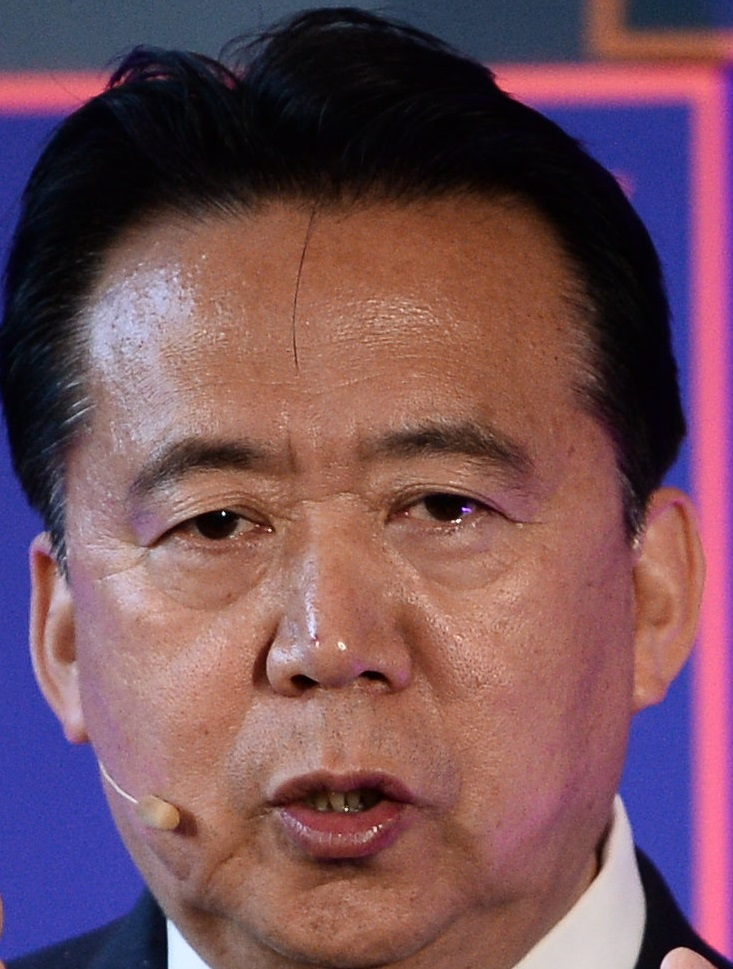
Meng Hongwei, chef d'Interpol, en 2017.

Il est assez courant que le régime de Xi Jinping fasse disparaître pendant plusieurs semaines ou plusieurs mois des hommes politiques, des magnats et des stars de cinéma avant de les faire réapparaître lors de procès. Ceci sert à lutter contre la corruption, mais aussi à éliminer des opposants politiques. Des personnalités chinoises comme la joueuse de tennis Peng Shuai, les hommes d’affaires Jack Ma et Ren Zhiqiang, le patron d'Interpol Meng Hongwei, des artistes tels que Zhao Wei et Ai Weiwei, ou le blogueur Austin Li Jiaqi (en) ont fait l'objet de « disparitions forcées »,,.

#### Syrie
Selon le Réseau syrien pour les droits de l'homme, plus de 136 000 disparitions forcées ont eu lieu sous la dictature de Bachar al-Assad. Après la chute du régime le 8 décembre 2024, l'ONG estime que seules 24 000 personnes ont été libérées de prison,. Parmi les victimes célèbres, on compte le photojournaliste Niraz Saied, dont la mort est annoncée le 16 juillet 2018.

### Disparitions forcées en Europe

#### Irlande
Durant « les troubles » d'Irlande du Nord, de nombreuses personnes ont été portées disparues. Deux cas connus sont ceux de Jean McConville enlevée et tuée par l'Armée républicaine irlandaise provisoire en 1972 (et dont le corps a été finalement retrouvé en 2003) et Columba McVeigh qui fut abattu à 17 ans en 1975. Le corps de ce dernier n'a jamais été retrouvé malgré 6 campagnes de recherche organisées entre 1999 et 2023. En 2024, à l'issue de la diffusion d'une série télévisée, un nouveau témoignage permet de rouvrir une enquête.

#### Biélorussie

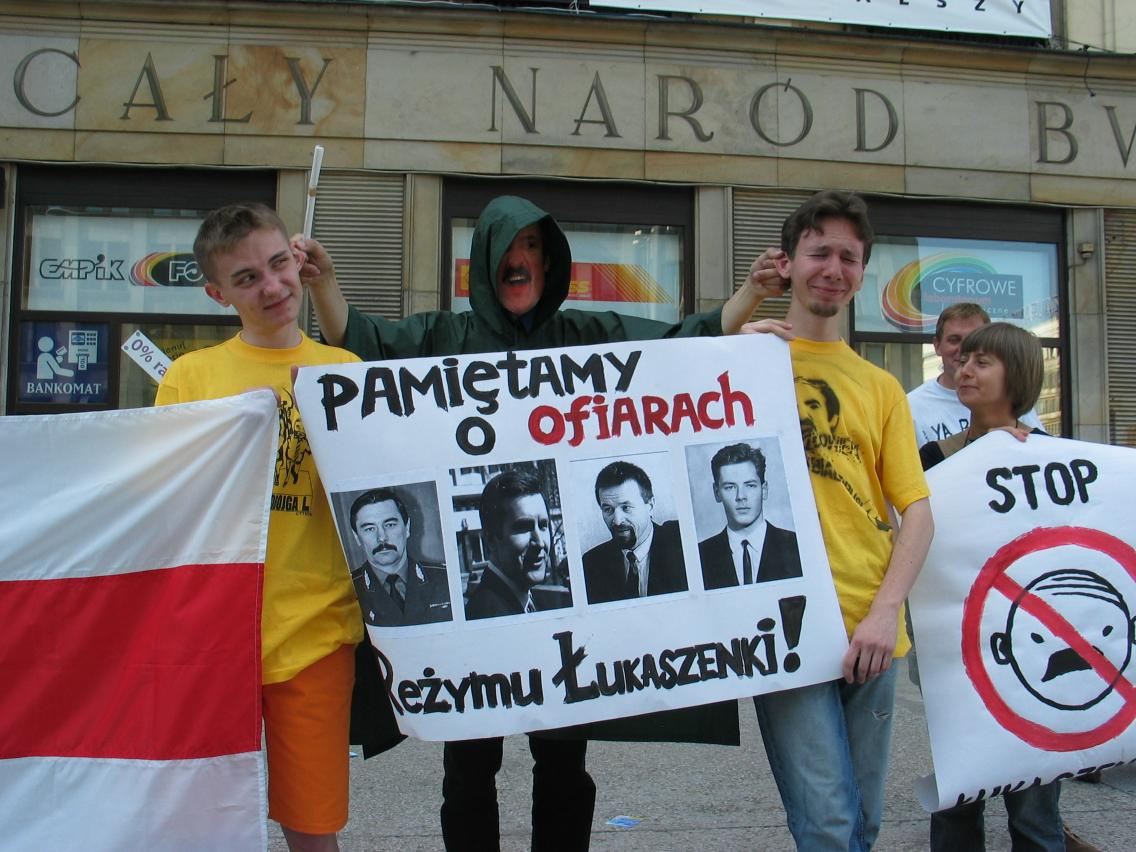
Manifestation en souvenir de Ioury Zakharanka, Viktar Hantchar, et Dmitry Zavadski.

Entre 1999 et 2000 en Biélorussie, quatre membres de l'opposition au président Alexandre Loukachenko ont « disparu » : Ioury Zakharanka, l’ancien ministre de l’Intérieur et Viktar Hantchar, le vice-président du Parlement biélorusse et son compagnon Anatol Krassowski (be) aussi bien que Dzmitry Zavadski, cadreur de la télévision publique russe (ORT). De plus, en mars 1999, le militant d'opposition Henadz Karpenka est mort dans des circonstances mystérieuses. Les autorités biélorusses ont refusé d'enquêter sur ces disparitions. Elles ont également confisqué des copies d'un rapport de l'Assemblée parlementaire du Conseil de l'Europe, qui reliait les hauts responsables biélorusses à ces disparitions, et ont harcelé ceux qui essayaient de distribuer ce document au sein de la Biélorussie.
En décembre 2019, la Deutsche Welle a diffusé un film documentaire dans lequel un ancien membre d'une unité spéciale du ministère biélorusse de l'Intérieur nommé Yury Garavski, confirme que c'est son unité qui a arrêté, emmené et assassiné Ioury Zakharanka, Viktar Hantchar et Anatol Krassowski.

#### Tchétchénie
Environ 5 000 personnes ont disparu en Tchétchénie depuis 1999. Les statistiques officielles donnent un nombre de 2 090 personnes. Dans son autobiographie, la journaliste tchétchène Milana Terloeva, relate, par ailleurs, à côté de disparitions forcées,, des arrestations arbitraires où les détenus sont amenés vers des camps de filtration, en attendant que leurs familles puissent payer une rançon pour faire libérer leurs proches ou pour récupérer leurs corps.

#### Ukraine
Au cours de la guerre du Donbass, de nombreux cas de disparition forcée se sont produits sur le territoire de la république populaire de Donetsk. Le dirigeant de la République populaire de Donetsk, Alexandre Zakhartchenko, a déclaré que ses forces arrêtaient jusqu'à cinq « éléments subversifs ukrainiens » chaque jour. Le Haut commissariat des Nations Unies a estimé qu'au 11 décembre 2014, environ 632 personnes étaient détenues illégalement par les forces séparatistes.
Le 2 juin 2017, le journaliste indépendant Stanislav Aseyev a été enlevé. Le gouvernement de la république populaire de Donestsk, a, dans un premier temps, nié savoir où il se trouvait, mais le 16 juillet 2017, un agent du ministère de la Sécurité de l'État a confirmé que le journaliste était sous leur garde et soupçonné d'« espionnage ». Les médias indépendants ne sont en effet pas autorisés à faire des reportages à partir de ce territoire. Stanislav Aseyev est finalement libéré en décembre 2019, à la suite de la mobilisation de Reporters sans frontières, après 28 mois passés au centre de détention d'Izoliatsia, où la torture est pratiquée, qu'il décrit comme « un mélange entre l’armée, la clinique psychiatrique et la prison ».

### Disparitions forcées en Amérique

#### Colombie
Contrairement aux états de l'opération Condor, la Colombie n'est plus dirigée par une dictature militaire après la chute du général Rojas Pinilla en 1957 : ce sont des partis conservateurs et libéraux qui vont se partager les responsabilités jusqu'en 1974 durant le front national. Si cette alliance ramène une certaine stabilité politique après 20 ans de guerre civile, elle n'amène pas pour autant le retour du pluralisme politique, ni la fin des violences. Le nouveau régime favorise la création de milices paramilitaires, aux côtés des forces officielles (police et armée) pour faire taire l'opposition et combattre les guérillas marxistes, ELN et FARC, installées en zone rurales depuis le début des années 1960. Au début des années 1970, le narcotrafic se développe autour de la cocaïne et ajoute son lot de violence. Le conflit entre les différentes factions est toujours en cours malgré la paix proclamée avec les FARC, le 23 juin 2016. Le nombre de morts entre 1958 et 2016 s'élèverait à 450 000. Début 2023, le nombre de disparus est estimé à 90 000. En 2024, un rapport de l'ONU du Comité des disparitions forcées admet qu'en l'absence de registre centralisé, les estimations sont peu fiables et fournit une fourchette entre 98 000 et 200 000 personnes. Certains sont le fait des forces officielles et des brigades paramilitaires au service de l'État, d'autant qu'un système de « récompenses » avait été secrètement mis en place par le ministère de la défense colombien en 2005.
En 2024, ce sont 20 000 corps qui sont découverts dans des installations de stockage de l'aéroport de Bogota à la suite d'une enquête de l'ONU,. En mars 2025, d'autres corps de disparus sont découverts dans une fosse commune, dans une décharge à Medellin, à proximité d'un centre de formation des paramilitaires.

#### Crise médico-légale du Mexique
De nombreux cas de disparitions forcées ont été enregistrés au Mexique, entre autres dans le cadre de la « guerre contre les narcotrafiquants », entamée dès les années 1990.
En 1997, après l'arrestation du responsable de la lutte anti-drogues, le général José Gutiérrez Rebollo, cinq cas de disparitions forcées ont été reliées à ses subordonnés. Ce phénomène est accentué depuis l'arrivée au pouvoir du président Felipe Calderon en décembre 2006. En avril 2011, les ONG mexicaines évaluaient à environ 3 000 le nombre de disparitions forcées depuis le début du mandat de Calderon, nombre qui serait en deçà de la réalité selon l'avocat mexicain Santiago Corcuera, membre du Groupe de travail des Nations unies sur les disparitions forcées et involontaires.
En 2008 débute une crise médico-légale au Mexique. La guerre entre les cartels de drogue provoque un pic d'enlèvements et de disparitions, en particulier à Ciudad Juárez. Des fosses communes sont découvertes un peu partout au Mexique, submergeant les institutions médico-légales travaillant sur l'identification des corps.
En 2017, le Mexique a promulgué une loi générale sur les disparitions forcées, avec pour conséquences la création de commissions de recherche au niveau national, ce qui a augmenté le nombre officiel de personnes disparues. En 2020, on comptait les corps de 52 000 personnes qui n'avaient pas encore été identifiées. Le Comité des Nations unies sur les disparitions forcées estimait qu'il faudrait 120 ans avant de pouvoir identifier chaque personne. Le compte des personnes disparues est l'enjeu de tractations politiques et d'enjeux sociaux car la découverte des charniers a provoqué une crise médico-légale.
Dans l'attente de retrouver leurs proches, certaines familles entreprennent les recherches elles-mêmes, causant des frictions avec le personnel scientifique affecté à cette tâche. Le Mexique s'est doté de nouveaux moyens pour mener les recherches. De nouvelles méthodes d'identification de masse sont employées pour accélérer les recherches, en comparant les échantillons d'ADN prélevés avec de gros échantillons de personnes vivantes avec des logiciels développés après les attentats du 11 septembre 2001.
En décembre 2024, le Registre national des personnes disparues et non localisées dénombre 114 745 disparus, dont 97 % ont eu lieu après 2006. Certaines personnalités politiques font pression pour que les données soient vérifiées, et sont parfois critiquées et soupçonnées de vouloir limiter le décompte des personnes disparues.

#### Venezuela
Au Venezuela, la plupart des disparitions forcées sont de courte durée, mais peuvent aussi se solder par la mort du disparu. C'est ainsi le cas de l'opposant politique Fernando Albán (es), arrêté en 2018 et décédé trois jours après son arrestation. En janvier 2025, après la réélection contestée de Nicolás Maduro en juillet 2024, des enlèvements de proches de personnes critiquant le pouvoir et d'autres tentatives d'intimidation sont dénoncées par l'opposition,.

#### États-Unis d'Amérique
Sous l'administration Bush, l'existence d'une centaine de détenus non enregistrés est révélée par le Washington Post en 2004. Appelés ghost prisoners, il s'agit de terroristes présumés détenus par la CIA. Les sites où sont détenus ces prisonniers sont situés en Europe. L'ONG Amnesty International a dénoncé cette pratique et l'a comparée à celle des disparitions forcées, dans un rapport paru en 2005. La secrétaire d'État Condoleezza Rice assure que ces prisons secrètes, qui étaient des outils nécessaires à la lutte anti-terroriste, ont été fermées.
En mars 2025, lors de l'expulsion de plus de 200 vénézuéliens accusés d'appartenir à une organisation criminelle vers la prison de haute sécurité salvadorienne appelée le centre de confinement du terrorisme, l'administration américaine invoque l'Alien Ennemies Act pour justifier ce transfert,. Ces expulsions sont considérées comme illégales par le juge James Boasberg. Cependant, le jugement est prononcé alors que les avions militaires transportant les personnes expulsées sont déjà en vol et les avions ne font pas demi-tour. Le juge Boasberg porte plainte contre l'administration de Donald Trump pour outrage au tribunal.
Le journaliste et historien du terrorisme Garret M. Graff fait alors directement référence aux disparitions forcées des juntes sud-américaines, en déclarant : « Faire disparaître des gens n’est pas un abus de pouvoir du type  Orbán, mais un abus du type Pinochet au Chili ou Jorge Rafael Videla en Argentine », puis l'ONG Human Rights Watch accuse le gouvernement américain d'avoir procédé à des disparitions forcée avec la complicité du Salvador,. Le 19 avril 2025, la Cour suprême bloque une nouvelle vague d'expulsion des migrants vénézuéliens basée sur l'Alien Ennemy Act, sans les qualifier de disparitions forcées mais en reconnaissant, comme d'autres juges que les personnes expulsées subissent un préjudice irréparable, puisqu'elles n'ont pas la possibilité de poser un recours devant les tribunaux américains pour contester cette expulsion,.

## Adoptions illégales d'enfants

### Sous la dictature de Franco
À partir de 1940, l'Espagne est le théâtre d'enlèvement de plus 30 000 enfants, à la suite de la diffusion des thèses eugénistes du psychiatre Antonio Vallejo-Nájera, praticien influencé par des médecins allemands tels que Ernst Kretschmer et Hans Walter Gruhle et Julius F. Schwalbe. Antonio Vallejo-Nájera considère les idées de gauche comme une pathologie. Il préconise que les enfants de mères républicaines soient séparés de leurs génitrices avant l'âge de trois ans, afin qu'ils ne soient pas contaminés par l'idéologie défaillante de leur famille. L'Église catholique est complice de ce trafic qui a perduré après le décès de Franco. Leurs familles biologiques perdent leurs traces car les actes d'état civils, quand ils existent, ont été falsifiés ou détruits.

### Par lesappropriadores
Le mot espagnol appropriadores désigne, en Argentine, dans un contexte de disparitions forcées les parents adoptifs des enfants des disparus,. Adultes à l'époque des faits, il peut s'agir des meurtriers des parents biologiques, de proches du pouvoir ou de citoyens argentins qui ont fermé les yeux sur l'origine de l'enfant qu'on leur proposait d'adopter.
En effet, les femmes enceintes au moment de leur disparition ont ainsi été maintenues en vie jusqu'à leur accouchement et leur progéniture leur a été enlevée à la naissance. Des jeunes enfants, disparaissant en même temps que leurs parents biologiques au moment d'une opération anti-subversive, ont également été adoptés illégalement. 500 bébés ou jeunes enfants ont été ainsi volés à leurs familles entre 1976 et 1983 avec la complicité de l'État qui a falsifié les actes de naissance.
Le 6 juillet 2012, Jorge Videla et Reynaldo Bignone étaient reconnus coupables d'avoir organisé de façon systématique le vol des bébés des opposants politiques à la dictature et respectivement condamnés par la justice argentine à 50 et 15 années d'emprisonnement. Ce procès suivait celui d'autres hauts-gradés de l'armée argentine dont Jorge Acosta, ancien responsable de l'Escuela de Mecánica de la Armada (ESMA). C'est dans cette école militaire que sont nés la plupart des enfants adoptés.

## Lutte contre les disparitions forcées

### ONG
À côté d'organisations actives dans la défense des droits de l'homme généralistes telles que Amnesty International ou Human Rights Watch qui dénoncent les disparitions forcée,,mais militent également en faveur du respect d'autres droits,, se sont créées des associations spécialisées sur cette problématique.
En 2013, le Groupe de travail des Nations Unies sur les disparitions forcées ou involontaires demande aux États de protéger les familles et les organisations de la société civile travaillant sur le sujet. Celles-ci peuvent être confrontés à des « tentatives d'intimidation » et manquent de financement pour leurs missions. L'avocat Antti Korkeakivi, souligne, en 2025, l'importance du rôle des familles et des femmes dans la lutte contre le phénomène au sein de la société civile.

#### Association des Familles de Détenus Disparus - 1974
L'Association des familles de détenus disparus (es) (AFDD) est une association chilienne qui cherche à obtenir justice et vérité pour les personnes disparues pendant la dictature militaire. Elle a été créée en 1974 lorsque les familles des détenus ont commencé à se réunir pour obtenir des renseignements sur leurs proches. En septembre 1977, une délégation de l'AFDD dénonce aux Nations Unies les disparitions chiliennes.

#### Mères et grands-mères de la place de mai - Argentine 1977

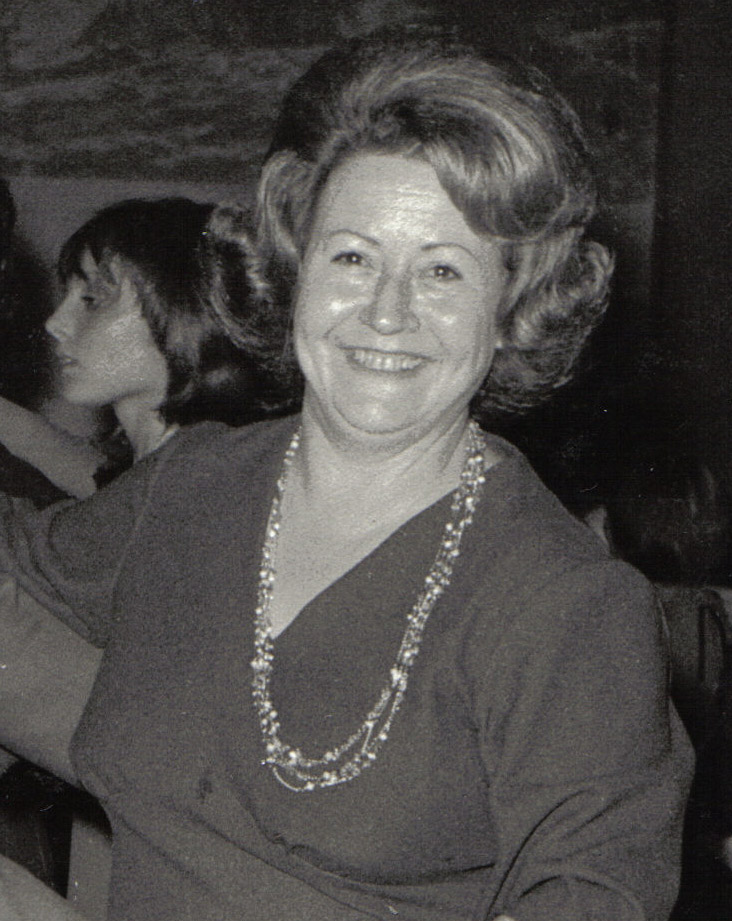
Azucena Villaflor cofondatrice des Mères de la place de Mai.

Le 30 mai 1977, menées par Azucena Villaflor, des mères et des grands-mères ont commencé à marcher tous les jeudis autour de la Pyramide de Mai, sur la place du même nom, située devant le siège du gouvernement argentin à Buenos Aires. Au début, elles se reconnaissaient entre elles en portant un petit clou ; plus tard, les femmes décidèrent de couvrir leurs cheveux d'un tissu blanc. Le groupe reçoit rapidement le nom de Mères de la place de Mai.
Douze mères-grands-mères fondent, en 1977, les Grands-mères de la place de Mai pour retrouver leurs petits-enfants disparus. Elles collaborent avec le groupe de travail de l'ONU de 1980. En 1987, cette organisation obtient la création d'une banque de données génétiques pour pouvoir comparer l'ADN des personnes adoptées avec celui des grands-parents biologiques et d'établir des filiations, en l'absence des parents.

#### Comadres - Salvador 1977

Membres des Comadres manifestant le jour anniversaire de la mort de l'archevêque Óscar Romero à San Salvador, au Salvador, le 24 mars 1984.

Comadres est le comité des mères et des proches des prisonniers, des personnes disparues et/ou assassinées politiques du Salvador. Il a été créé en décembre 1977, avec l'aide de l'archidiocèse catholique de San Salvador et de l'archevêque Óscar Romero. Il incite ses membres à cesser les luttes éparses et à se réunir, afin de découvrir la vérité pour les familles des personnes disparues,.

#### FEDEFAM - Amérique latine 1981
La Fédération latino-américaine d’associations de familles de détenus-disparus (ou FEDEFAM) a été fondée en 1981, mais l'idée remonte à 1979,,,,,,,.
Dans le contexte des disparitions forcées en Amérique latine des femmes des divers pays ont commencé à réaliser qu'elles avaient des choses en commun à travers la recherche de leurs proches disparus. L'idée d'une association d'Amérique latine est née en 1979 quand deux ONG défendant les droits de l'homme du Venezuela et du Costa Rica ont organisé une rencontre au Costa Rica. C'est durant cette rencontre qu'est née la FEDEFAM. La première présidente Lidia Galletti était membre des Mères de la Place de mai. Un autre participant clef fut Patrick Rice (en) qui a ouvert un bureau à Caracas. La FEDEFAM a mis la question de la disparition forcée sur la scène internationale en agissant comme une plateforme centrale pour les familles des disparus et en les encourageant à faire appel à l'ONU. La FEDEFAM s'investit dès le début des années 1980 pour faire rédiger un traité international contre la disparition forcée et obtenir la création du groupe de travail dont l'objectif était de soutenir les investigations sur les disparitions forcées. Elle est farouchement opposée à toute forme d'impunité.

#### Collectif des familles de disparu(e)s en Algérie - 1998
Le CFDA est une association française fondée en 1998 par des algériens et franco-algériens établis en France. Elle anime une webradio associative, la Radio des sans voix qui a été censurée par le gouvernement algérien peu après son lancement.

#### Families for Freedom - 2017
Des femmes, proches de personnes disparues, créent en Syrie, en 2017, l'association Families for Freedom. Elles ont organisé une manifestation à Paris en janvier 2018, après l'échec de négociations pour obtenir le retour des disparus.

#### Congrès international mondial sur les personnes disparues - 2025
Le premier congrès international mondial sur les personnes disparues s'est tenu à Genève les 15 et 16 février 2025 à l'ONU, organisé par l'Initiative pour la Convention contre les disparitions forcées (CEDI), la Commission Internationale des Juristes (CIJ), le Groupe de travail des Nations unies sur les disparitions forcées et le Haut-commissariat des Nations unies aux droits de l'homme.

### Limites d'application des textes de loi

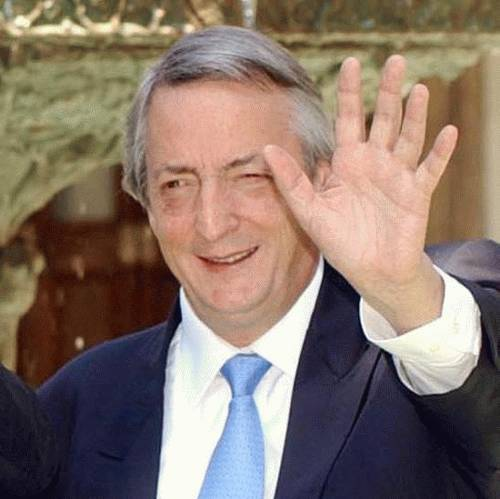
Nestór Kirchner, élu président de l'Argentine, abolit les lois d'amnistie à son arrivée au pouvoir.

Depuis l'abrogation des lois du point final et de l'Obéissance due, l'Argentine fait figure d'exception dans la poursuite des criminels impliqués dans les disparitions forcées durant la dictature militaire. Dans de nombreux pays, malgré l'existence de traités internationaux, la fin des régimes autocratiques pratiquant la disparition forcée comme une forme de terrorisme d'État, ou bien la fin des tensions ayant amenées les autorités à pratiquer de telles actions, débouchent sur des crimes impunis et au 29 août 2024, seuls 75 des 193 pays des Nations-Unies ont ratifié la Convention internationale pour la protection de toutes les personnes contre les disparitions forcées. Dans un premier temps, ces lois d'amnisties ont été perçues comme un moyen de ramener la paix et un outil de réconciliation nationale et la justice réparatrice favorisée.
Les négociations secrètes entre le Général Pinochet et les deux principaux partis démocratiques (la Démocratie chrétienne et le Parti Socialiste) qui ont débouché sur une loi d'amnistie, ne sont pas un cas isolé. En Uruguay, comme au Brésil, l'amnistie des dictateurs et de leurs sympathisants était une des conditions du retour à la démocratie. L'annulation de l'amnistie des militaires uruguayens a été proposée, sans succès, lors de deux référendums (en 1989 puis en 2009). Aussi, malgré les avancées notables du traité de décembre 2006, signé par ce pays, la juge uruguayenne Mariana Mota (en), spécialiste des droits de l'Homme est dessaisie des affaires relatives aux crimes de la dictature, en juin 2013.
Au Paraguay, le Parti Colorado qui a appuyé Alfredo Stroessner pendant 35 ans est resté au pouvoir après la destitution du dictateur et il refuse tout appui aux ONG recherchant les disparus. Alfredo Stroessner est mort au Brésil, en août 2006, à l'âge de 93 ans car son pays d'accueil a toujours refusé son extradition. En Irlande du Nord, plusieurs membres de l'IRA sont devenu des représentants du Sinn Féin et la même omerta continue de prévaloir dans le pays en 2025.
En Algérie, en s'appuyant sur la Charte pour la paix et la réconciliation nationale, le président Abdelaziz Bouteflika met fin par décret à toute poursuite judiciaire contre les crimes commis durant la décennie noire. En 2005, une compensation financière a été versée aux familles des disparus et les enquêtes de police définitivement clôturées. Dix ans après, les familles des disparus continuaient de manifester chaque mercredi pour réclamer des informations sur leurs proches.
En France, l'extradition de l'ancien policier argentin Mario Alfredo Sandoval, décidée en 2017, a suscité de nombreux débats. Certains juges craignaient qu'une telle extradition ne permette des poursuites à l'encontre de ressortissants français auteurs de crimes similaires durant les guerres coloniales : ces derniers étaient, jusqu'à ce jugement, protégés par le fait que la France ne reconnaissait aucun crime contre l'Humanité entre la fin de la seconde guerre mondiale et 1994.
Plus récemment, en 2021, la cours de cassation française a refusé de déclarer la justice française compétente pour juger un criminel syrien accusé de complicité de crime contre l'humanité, car ce chef d'accusation n'est pas prévu par le droit syrien,. Cette décision a introduit des conditions très restrictives à l’exercice de la compétence universelle prévue dans les traités internationaux.
L'ensemble de ces limites imposées par des États signataires de traités internationaux réprimant les disparitions forcées a été dénoncé par l'ONU en avril 2025, Volker Türk, Haut-Commissaire des Nations Unies aux droits de l'homme dénonçant une impunité qui « alimente en effet la machine des disparitions forcées ».

### Archives et commémorations

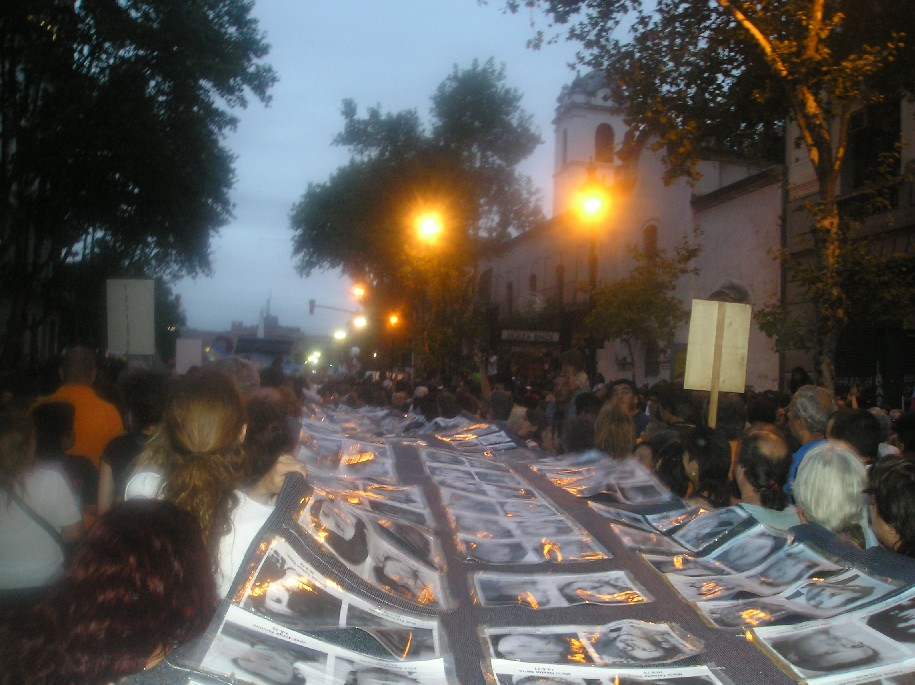
24 mars 2006 : la Marche des 30 ans commémore le début de la dictature en Argentine et des disparitions forcées.

Les premières archives sur les disparitions forcées ont été constituées en Europe, par associations. Dans un second temps, des institutions internationales et des gouvernements se sont intéressés au sujet. Lors du 13e congrès international des archivistes du MERCOSUR de 2019, sur le thème des « Archives pour la transparence et la mémoire », les participants ont souligné l'importance de la constitution d'archives pour démontrer les violations des droits humains et l'usage de la vidéo pendant les manifestations, afin de prouver la disparition des personnes.

#### Espagne
L'Espagne est le pays comptant le deuxième plus grand nombre de disparus, après le Cambodge,. En effet, pendant la guerre d'Espagne (1936-1939) et les premières années de la dictature du général Franco (1939-1975), plus de 100 000 personnes (parmi elles, le poète Federico García Lorca) furent exécutées et enterrées dans des charniers anonymes et clandestins.
En l'an 2000, la mobilisation autour de ces fosses communes aboutit à la création de l'Association pour la récupération de la mémoire historique (ARMH), qui regroupe des archéologues, anthropologues et médecins légistes espagnols recueillant des témoignages oraux et écrits sur les disparus et effectuant des fouilles archéologiques pour identifier leurs corps.
En réponse aux attentes de l'ARMH et d'autres associations, le gouvernement socialiste de José Luis Rodríguez Zapatero fit adopter en 2007 la loi sur la mémoire historique, qui prévoit notamment la recherche et l'ouverture des fosses communes. En 2011, ce même gouvernement publia pour la première fois une carte des fosses communes localisées jusqu'alors. Dix ans plus tard, le gouvernement du socialiste Pedro Sánchez poursuit cette politique.

#### Memorial
L'association russe Memorial, fondée en 1989, a constitué une collection de documents et d'objets liés à l'histoire de la répression politique, de la résistance au régime et de la dissidence de URSS. Après avoir reçu le Prix Sakharov en 2009, l'ONG et ses adhérents ont été l'objet de tentatives d'intimidation et de persécutions,. En Tchétchénie, enquêter sur les disparitions forcées a valu au militant des droits de l'Homme membre de l'ONG, Oïoub Titiev, d'être arrêté et condamné à quatre ans d'emprisonnement dans une colonie pénitentiaire. L'association a été dissoute en 2021, par la Cour suprême russe.

#### Mémoire du monde

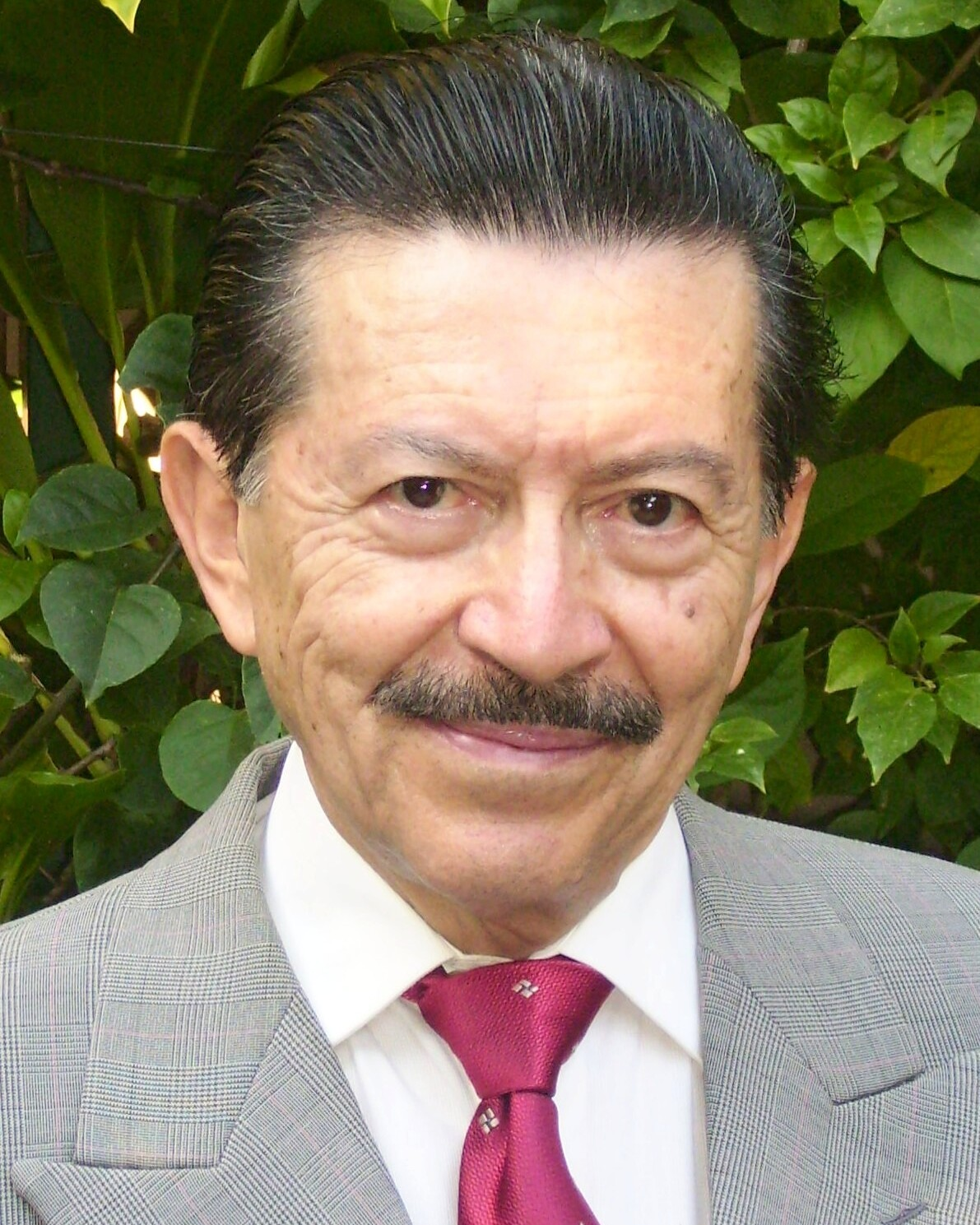
Martín Almada (1937-2024) écrivain et avocat paraguayen qui a découvert les Archives de la terreur.

En 2009, l’UNESCO intègre les Archives de la terreur à son programme Mémoire du monde. Une petite partie de ces archives reproduites, soit 1200 images, est conservée à La contemporaine dans le fonds Martín Almada.

#### Cas des disparus de la Guerre d'Algérie
En France, une réflexion a été menée pour aider le travail mémoriel lié aux évènements de la Guerre d'Algérie. Après que le président de la République française, Emmanuel Macron, a reconnu en 2018 que la disparition de Maurice Audin était à imputer à l'armée française, l'accès à toutes les archives et sources relatives à la guerre d'Algérie a été facilité avec la publication le 22 décembre 2021 d'un arrêté portant dérogation générale d'accès anticipé à des archives non librement communicables,. Cet arrêté général fait suite à deux précédents arrêtés ayant permis d'ouvrir dans un premier temps les archives relatives à la disparition de Maurice Audin, puis des archives relatives aux disparus de la guerre d'Algérie dans un second temps.

#### Lieux de mémoire, hommage et commémorations

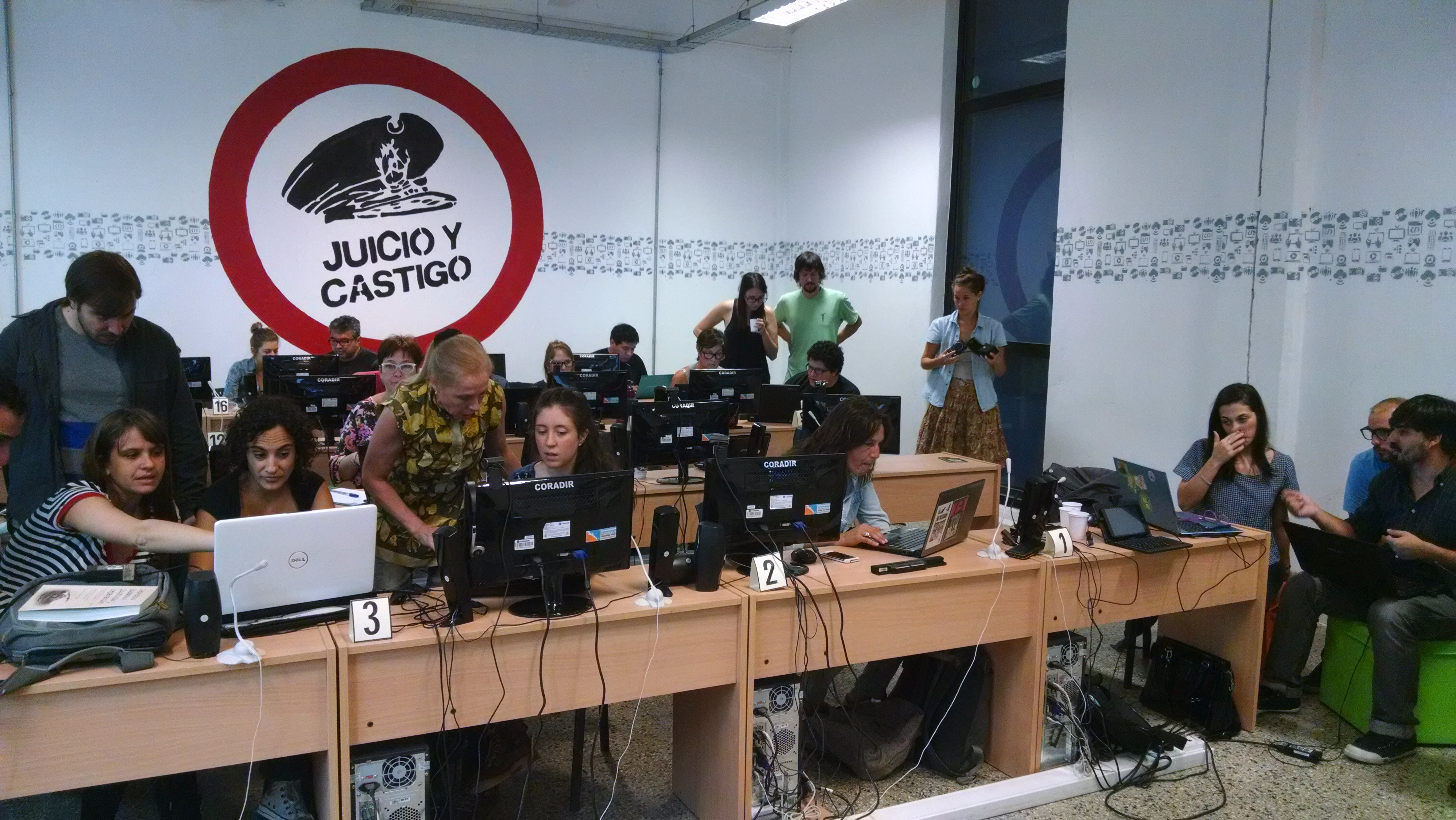
Édit-a-thon à l'ESMA de mars 2016 : ancienne prison sous la dictature, le site est devenu un musée.

La Journée internationale des victimes de disparition forcée a lieu pour la première fois le 30 août 2011.
Des anciens lieux de détentions ont été transformés en lieux de mémoire (c'est notamment le cas de l'ESMA de Buenos Aires qui est devenu un musée ou du Musée de la mémoire : Dictature et droits humains au Paraguay (es) d'Asuncion).

##### Jardin des disparus

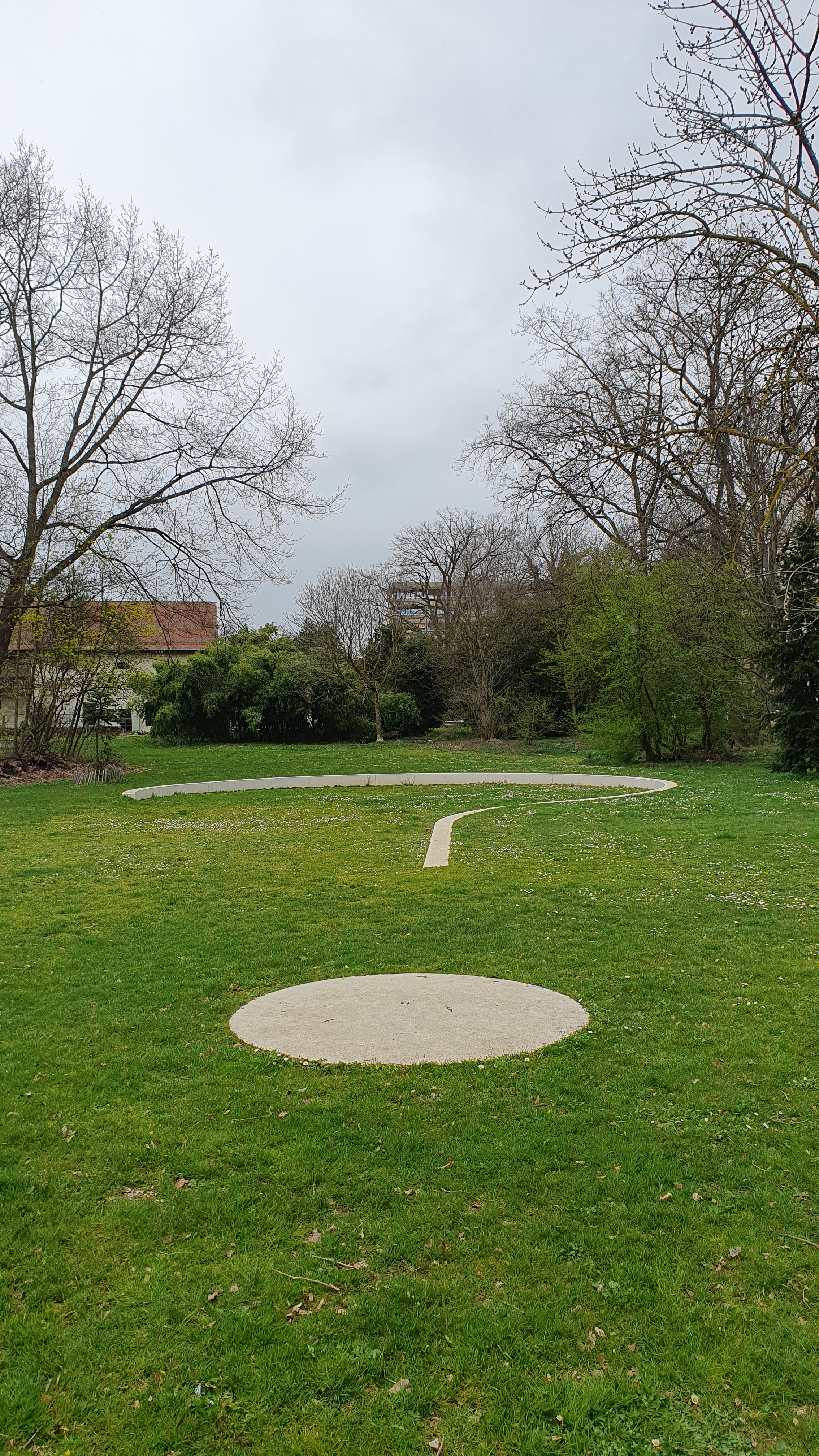
Point d'interrogation, Jardin des disparus, ville de Meyrin d'Anne Blanchet.

Le Jardin des disparus est un parc situé à Meyrin en Suisse consacré à la mémoire. Il a été érigé en l’honneur des victimes de disparition forcée dans le monde. Il a été créé le 4 février 2000 à l’initiative d’une quinzaine d’associations de résidents genevois venant de pays frappés par ce fléau. L’Association l'a inauguré le 7 octobre de cette même année, avec le soutien de la Commune de Meyrin. C'est un lieu de recueillement pour les familles du monde entier qui ne peuvent ni pleurer leurs morts, ni fleurir une tombe au cimetière.

## Dans la culture

### Cinéma et télévision
En 2003 le Pentagone alors en pleine guerre d'Irak organise une séance de projection du film La Bataille d’Alger (1966). Ce film décrit la violence des opérations policières et militaires menées en 1957 en Algérie et les pratiques de torture. Le film tourné dans une perspective réaliste est resté longtemps censuré en France.

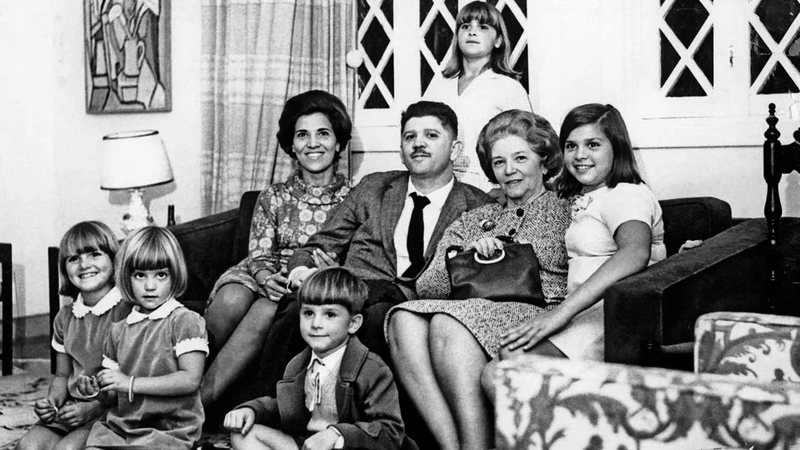
Famille de Rubens Paiva, exécuté au Brésil en 1971.

Je suis toujours là de Walter Salles (2024) retrace le périple d'Eunice Paiva pour obtenir la vérité sur la disparition et l'assassinat de son mari en janvier 1971. Le film est une adaptation du roman du fils d'Eunice Paiva, Marcelo Païva. Il a obtenu le prix du scénario à la Mostra de Venise. Il se place du point de vue des proches d'un disparu, et présente la lutte d'Eunice pour obtenir le certificat de décès de Rubens Paiva.
D'autres films évoquent la thématique des disparitions : Les escadrons de la mort (2003), Disparitions de Christopher Hampton (2003), L'Histoire officielle de Luis Puenzo et Aída Bortnik (1985), Porté disparu de Costa-Gavras (1982), Détention secrète de Gavin Hood (2007), No nos moveran de Pierre Saint-Martin Castellanos (2024), Nostalgie de la lumière (Nostalgia de la luz) de Patricio Guzmán (2010).
Le film documentaire Tierra de Nadie de Pascal Baumgartner est tourné à l'occasion du 9e anniversaire du Jardin des disparus. Le réalisateur suit Jenny Bettancourt pendant un voyage au Chili à la recherche de son frère Silvio Francisco Bettancourt Bahamondes disparu à Punta Arenas, en septembre 1973 à l'âge de 23 ans.
Colonia est un thriller coécrit et réalisé par Florian Gallenberger, sorti en 2015. Il se déroule dans le contexte du coup d'État du 11 septembre 1973 au Chili et de la colonie Dignidad, une secte notoire établie dans le sud du Chili, dirigée par le prédicateur laïc allemand Paul Schäfer.
Le film documentaire Soleils noirs réalisé par le canadien Julien Élie (en), sorti en 2018 évoque le massacre des étudiants d'Iguala au Mexique. Il a remporté le Prix Yolande-et-Pierre-Perrault du meilleur long métrage documentaire aux Rendez-vous Québec Cinéma en 2020.
L'architecte, sculpteur et prix Nobel Adolfo Perez Esquivel réalise Adolfo Perez Esquivel : les fleuves d'espoir. Ce film a été récompensé par le prix du meilleur documentaire en 2015 au Festival international du film de Harlem.
En 2022 un film d'animation Tomorrow We Continue réalisé par le libanais Abdallah Ghanem, dans le cadre du projet Bridges for Truth, avec le soutien de l'ICTJ, explore l'histoire d'une jeune femme syrienne traumatisée par la disparition de son mari et la façon dont ce traumatisme affecte son quotidien.
Basée sur le livre éponyme du journaliste américain Patrick Radden Keefe (en) publié en 2020, la série Ne dis rien, diffusée en 2024 en anglais et en français sur Disney +, relate la disparition de l'irlandaise Jean McConville.
La disparition de Soledad (espagnol: Perdida) est une série télévisée de fiction avec Daniel Grao, Ana María Orozco, et Adriana Paz, qui relate la quête désespérée d'un père après la disparition de sa petite fille pour retrouver l'homme qui l'a kidnappée.

### Littérature

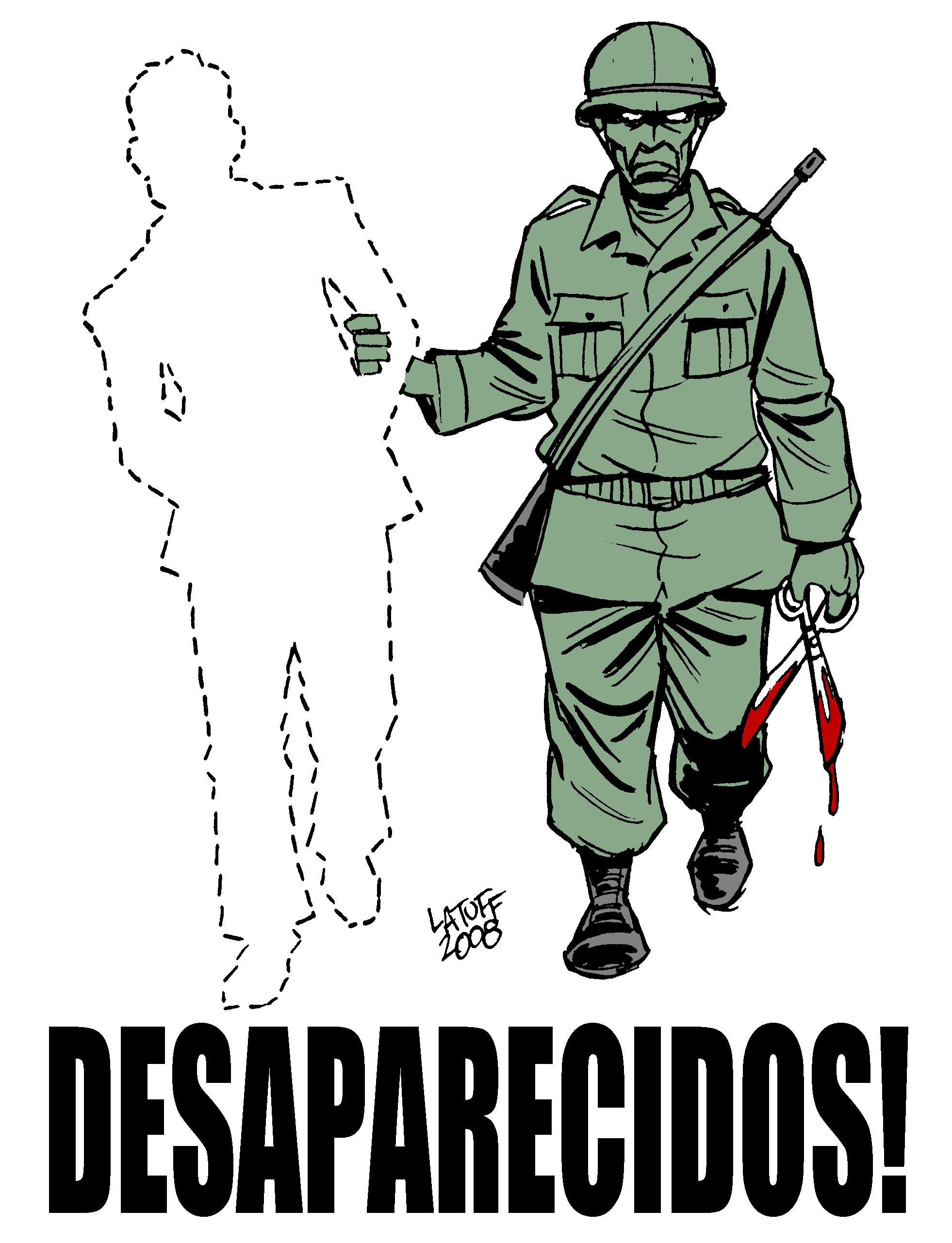
Dessin du caricaturiste brésilien Carlos Latuff.

Dans sa nouvelle parue dans la Revue des deux mondes à l'été 1858, Le Château Saint-Ange, le patron de presse François Buloz relate les souvenirs de détention d'un opposant romain au pape Grégoire XVI. À la veille de son mariage, il est discrètement arrêté de nuit par des « sbires », et mis au secret pendant une semaine, si bien que ses proches commencent à le croire mort.
La disparition est un thème fréquemment abordé en littérature moderne avec des références connues à la Shoah dans La disparition de Georges Perec publié en 1969, qui fait référence implicitement à la disparition de sa mère à Auschwitz et est écrit entièrement sans recourir à la lettre « E » . Six ans après ce premier roman W ou le souvenir d'enfance, précédé d'une dédicace : « Pour E ».
Inspiré par la brutalité des régimes totalitaires, l'écrivain britannique George Orwell publie en 1949 le roman dystopique 1984. Les opposants politiques sont « vaporisés », et deviennent des « non-êtres », dont il faut effacer toute trace dans la mémoire collective et individuelle. L'expression « non-êtres » est réemployée par le juriste Niall MacDermot, lors du colloque de Paris de Janvier 1981 sur le sujet.
Le roman 2666 de Roberto Bolaño publié en 2004, évoque la découverte dans le désert de Sonora de cadavres de femmes assassinées près de la ville de Ciudad Juárez située à la frontière entre le Mexique et les États-Unis.
En 2011, Gladys Ambort publie Brisée. De la fin de mon adolescence dans une cellule d’isolement, retraçant son arrestation à 17 ans en Argentine en 1975, sa détention et les tortures subies pendant son incarcération de plus de deux ans et demi,.
En 2012, le romancier français Caryl Férey reçoit le prix Landerneau (catégorie Polar) pour son roman noir Mapuche. Le livre traite de l'affaire des enfants volés sous la dictature argentine et évoque aussi l'Escuela de Mecánica de la Armada et les vols de la mort. En 2013, Antonio Hodgers, dont le père disparu a été assassiné par la junte militaire en Argentine a écrit avec son ex-femme Sophie Balbo un livre sur la vie de sa mère, Sylvia Hodgers, danseuse du ballet Béjart,,. Paru 4 ans plus tard, Le Labyrinthe des esprits de l'espagnol Carlos Ruiz Zafón traite des enfants volés durant la dictature de Franco. C'est le 4e tome de la série policière Le Cimetière des livres oubliés.
En 2017, Federico Mastrogiovanni, François Gaudry et Jaime Avilès, publient Ni Vivants ni morts une enquête sur les Enlèvements d'Iguala.

### Musique

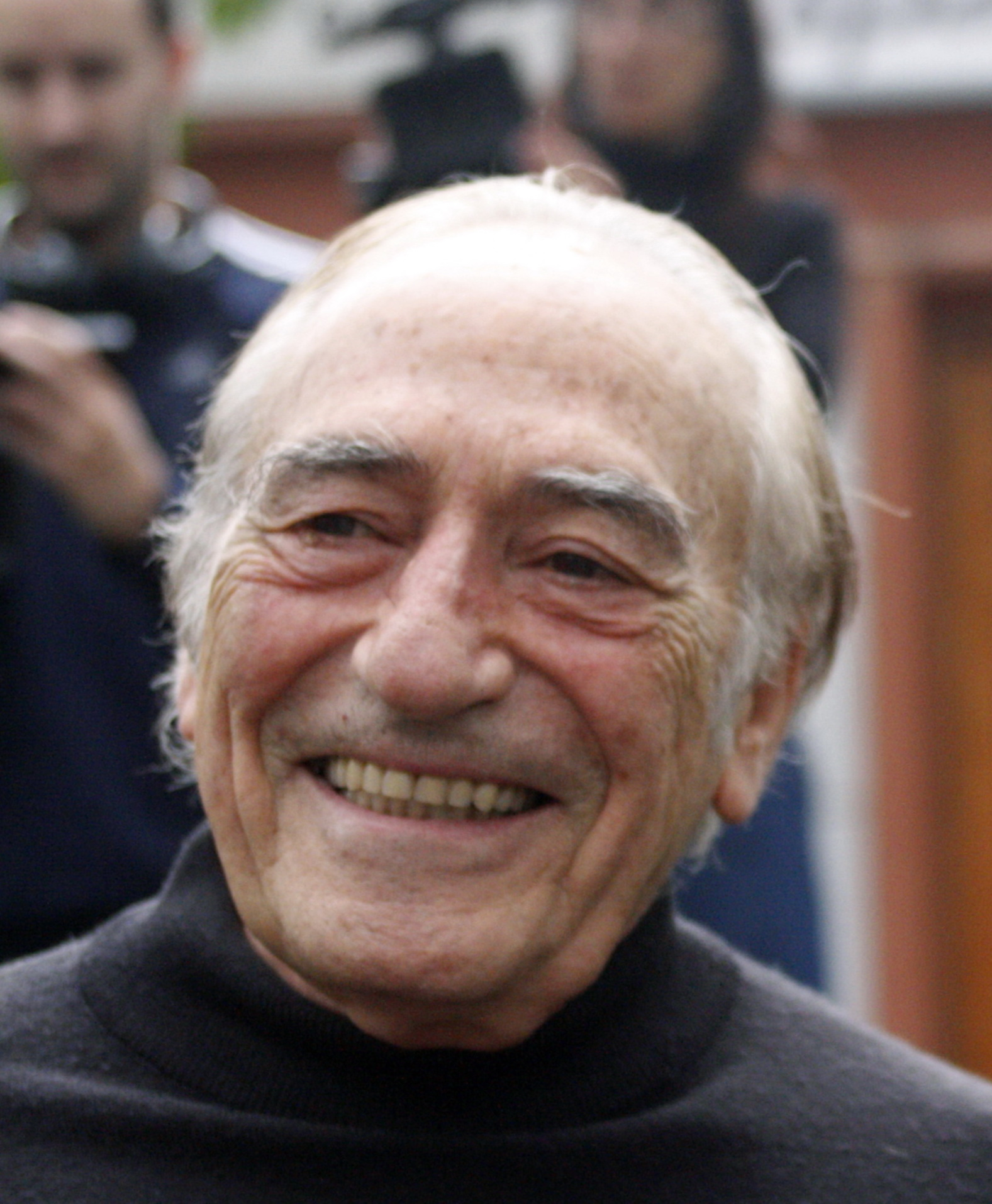
Le pianiste argentin Miguel Ángel Estrella.

Daniel Balavoine consacre sa chanson Frappe avec ta tête en 1983 à Miguel Ángel Estrella, arrêté et torturé en Argentine. Michel Berger destine plus largement sa chanson Diego libre dans sa tête aux opposants politiques emprisonnés.
En 1986, Bono du groupe de rock U2 rend hommage à Comadres, mais aussi à un groupe similaire au Nicaragua, en écrivant la chanson Mothers of the Disappeared, qui sort en 1987 sur l'album The Joshua Tree.

### Photographie
Erika Diettes photographe et artiste visuelle colombienne travaille sur la mémoire des disparitions forcées.

### Théâtre et performances
Le dramaturge argentin Eduardo Pavlovsky est un auteur du théâtre de l'absurde. Sa pièce Potestad a pour thème l'adoption illégale d'enfants de personnes disparues. Elle a été traduite en français.
Au Chili, la pièce Ausencia de remitente (Absence d'expéditeur) est basée sur l’histoire vraie de dix femmes enceintes détenues et disparues pendant la dictature. Elles étaient engagées dans les processus de transformation sociale durant le gouvernement de Salvador Allende. Ces femmes ont disparu, et ont été sans doute torturées, violées et assassinées en raison de leurs rôles et leurs convictions politiques. Le collectif Compañía Tardanza (« troupe Retard ») qui a créé ce spectacle, est né en 2001 à la Faculté des arts de l’Université du Chili. Cette pièce est une œuvre interdisciplinaire : deux artistes visuelles (graveuses) se sont jointes à une metteuse en scène, un compositeur et une conteuse.
En Suisse à Genève, l'association Aïda (Association internationale de défense des artistes victimes de la répression) organise un « cortège-performance » le 27 mars 1982 dans les rues de Genève en ayant recours à l'utilisation de masques blancs pour commémorer les personnes disparues en Argentine. Les masques blancs symbolisent la volonté de perpétuer la mémoire des personnes disparues dont les noms sont indiquées sur les pancartes accrochées au cou des personnes du cortège.

### Ouvrages
- George Orwell (trad. Amélie Audiberti), 1984 [Mille neuf cent quatre-vingt-quatre]: roman [« Nineteen Eighty-Four »], France loisirs, 1984, 374 p. (ISBN 978-2-7242-2084-1). .
- Collectif, Le Refus de l'oubli : la politique de disparition forcée de personnes: colloque de Paris, janvier-février 1981, Berger-Levrault, coll. « Collection "Mondes en devenir." Série "Points chauds" », 1982 (ISBN 978-2-7013-0466-3).
- Collectif, Rapport du Groupe de travail sur les disparitions forcées ou involontaires, ONU, 24 janvier 1990 (lire en ligne). .
- (en) María Teresa Tula, Hear my testimony: María Teresa Tula, human rights activist of El Salvador, South End Press, 1994 (ISBN 978-0-89608-484-1 et 978-0-89608-485-8).
- (en) ICJ, Impunity, Crimes Against Humanity and Forced Disappearance, Louise Doswald -Beck, 2001, 180 p. (lire en ligne [PDF]).
- Collectif, Statut de Rome de la cour pénale internationale, Nation Unies, janvier 2002 (lire en ligne).
- Gérard Desmaretz, Guide de recherche des personnes disparues : disparition volontaire, involontaire ou inquiétante, Paris, Chiron, 2005 (ISBN 978-2-702-71099-9)
- Milana Terloeva, Danser sur les ruines : une jeunesse tchétchène, Hachette Littératures, 2006 (ISBN 978-2-01-235859-1).
- Paul Aussaresses, Jean-Charles Deniau et Madeleine Sultan, Je n'ai pas tout dit : entretiens avec Jean-Charles Deniau, Éd. du Rocher, coll. « Document », 2008 (ISBN 978-2-268-06514-4). .
- Jac Forton, Pinochet : le procès de la dictature en France, Toute latitude éd, coll. « Regard latino », 2009 (ISBN 978-2-35282-021-5).
- (en) Malik Siraj Akbar, Redefined Dimensions of Baloch Nationalist Movement, Xlibris, Corp., 2011 (ISBN 978-1456895310).
- Caryl Férey, Mapuche (Thiller), Paris, Gallimard, coll. « Folio policier », 2012, 560 p. (ISBN 978-2-07-045297-2 et 978-2-07-078495-0). .
- Noémie Jourdain, De Viluco à Genève, songes et réalités, Société des écrivains, 2012 (ISBN 978-2-7483-7523-7)
- (en) Sarah M. J. Muzart, Unveiling the Invisibility Cloak, Universal Publishers, 2012 (ISBN 978-1-61233-095-2).
- Antonio Hodgers, Sophie Balbo et Pierre-Alain Tschudi (préfacier), Fils : biographies de Silvia et Antonio Hodgers, Vevey, éditions de l'Aire, 2013, 178 p. (ISBN 9782940478866, présentation en ligne). .
- Federico Mastrogiovanni, François Gaudry et Jaime Avilès, Ni vivants ni morts: la disparition forcée au Mexique comme stratégie de terreur, Éditions Métailié, coll. « Bibliothèque hispano-américaine », 2017 (ISBN 979-10-226-0542-7)
- Muriel Katz, Manon Bourguignon et Alice Dermitzel, « La politique d'effacement des crimes dans le cadre des systèmes dictatoriaux. À propos de la fonction du pacte dénégatif entourant la disparition forcée de personnes », dans Memories Lost in the Middle Ages: Collective Forgetting as an Alternative Procedure of Social Cohesion/L'oubli collectif au Moyen Âge : Un autre processus constitutif de la cohésion sociale, vol. 4, Brepols Publishers, coll. « Memoria and Remembrance practices », janvier 2023, 31–66 p. (ISBN 978-2-503-59693-8, DOI 10.1484/m.memo-eb.5.133732, lire en ligne).
- (en) Jeremy Julian Sarkin, The Conflict in Syria and the Failure of International Law to Protect People Globally: Mass Atrocities, Enforced Disappearances and Arbitrary Detentions, Routledge, 15 octobre 2021 (ISBN 978-1-003-19862-8, DOI 10.4324/9781003198628, lire en ligne).
- (en) Ioanna Pervou, The Right not to Be Subjected to Enforced Disappearance: Concept, Content and Scope, Springer Nature Switzerland, 2023 (ISBN 978-3-031-36733-5 et 978-3-031-36731-1). .
- Manon Bourguignon, Rompre le silence d'état, 2024 (ISBN 978-2-88901-270-1).
- (en) Maria Giovanna Bianchi et Monica Luci, Psychoanalytic,Psychosocial, and Human Rights Perspectives on Enforced Disappearance, 2024 (ISBN 978-1-03-232057-1). .
- Lucie Laroche, Mères en quête de justice : de la Turquie à l'Iran, résister à l'oubli, l'Harmattan, coll. « L'Iran en transition », 2025 (ISBN 978-2-336-51757-5).
- (es) Ausentes presentes: vidas y memoria, Comité Memoria MAPU, 2007 (ISBN 978-956-310-905-4).
- (es) Garzón Real, Baltasar, Operación Cóndor : 40 años después, Buenos Aires, Infojus, 2015, 400 p. (ISBN 9789873720420).
- (es) Francisca González Fernández, Mi memoria es mi verdad, Editorial Forja, 2019 (ISBN 978-956-338-416-1).
- (es) Agrupación Hijas/os y Nietas/os por la memoria, Cartografía Sitios de memoria Región de Magallanes y de la Antártica chilena,, Punta Arenas, 2020.
- Jérémy Rubenstein, Terreur et séduction: une histoire de la doctrine de la guerre révolutionnaire, la Découverte, 2022 (ISBN 978-2-348-05736-6)
- Bruno Patino, Rire avec le diable., Paris, Grasset, 2024, 94 p. (ISBN 978-2-246-83854-8, présentation en ligne).
- Commission nationale consultative des droits de l'homme, Comisión Internacional de Juristas, bajo los auspicios de Naciones Unidas, (es) No a la impunidad Sí a la justicia, Ginebra, Suiza, CIJ / CNCDH, 1993, 375 p. (ISBN 929037070X), « Individualización de las víctimas y búsqueda de los desaparecidos », p. 293-375.
- Nelson Flores Mayorga / Sergio Urrutia Ortega, Golpe de Estado en Magallanes, 2023, 179 p..
- Fernanda Gil Lozano (trad. Séverine Rosset), « Penser le sud : Uruguay, Chili et Argentine. Femmes , dictatures et répression », dans Christine Fauré, Nouvelle encyclopédie politique et historique des femmes, Paris, Les Belles Lettres, 2010, 1215 p. (ISBN 978-2-251-44380-5), p. 1070-1095.
- Eugenia Palieraki, Naissance d'une révolution, Terres de Feu, 25 août 2023 (ISBN 978-2-9587315-0-2), p. 368. .
- Fabrice Riceputi, Le Pen et la torture : Alger 1957, l'histoire contre l'oubli, Lorient, Le Passager clandestin, 2024 (ISBN 978-2-36935-386-7). .
- Laura Castellanos, Le Mexique en armes, Montréal, 2009, 463 p. (ISBN 978-2-89596-075-1), p. 463. .

### Articles
- Frederico Andreu-Guzman, « Le Groupe de travail sur les disparitions forcées des Nations Unies », Revue internationale de la Croix-Rouge, vol. 84, no 848,‎ décembre 2002, p. 803-818 (lire en ligne [PDF]). .
- (en) Walter Busuttil et Angela Busuttil, « Psychological effects on families subjected to enforced and prolonged separations generated under life threatening situations », Sexual and Relationship Therapy, vol. 16, no 3,‎ août 2001, p. 207–228 (ISSN 1468-1994 et 1468-1749, DOI 10.1080/14681990123566, lire en ligne, consulté le 8 avril 2025).
- Tatiana Campos Rocha, « La Disparition forcée des personnes », Passage de Paris,‎ 2009, p. 112–118 (lire en ligne, consulté le 15 mars 2025). .
- Federico Andreu-Guzman, « Impunité et droit international:Quelques réflexions historico-juridiques sur la lutte contre l'impunité », Mouvements, vol. 53, no 1,‎ 1er avril 2008, p. 54–60 (ISSN 1291-6412, DOI 10.3917/mouv.053.0054, lire en ligne, consulté le 11 mars 2025). .
- Gabriella Citroni, « "Desaparición forzada de personas": desarrollo del fenómeno y respuestas de la Corte Interamericana de Derechos Humanos », Anuario Español de Derecho Internacional, vol. 19,‎ 16 août 2018, p. 373–407 (ISSN 2254-660X et 0212-0747, DOI 10.15581/010.19.28438, lire en ligne, consulté le 22 avril 2025).
- Noé Hochet-Bodin, « Au Kenya, 120 cadavres à la morgue et autant de questions », Le Monde,‎ 6 septembre 2024 (lire en ligne, consulté le 26 avril 2025)